# Přerov
Přerov (německy Prerau) je statutární město v Olomouckém kraji, leží 21 km jihovýchodně od Olomouce v Hornomoravském úvalu na řece Bečvě, nachází se přibližně 200 m nad mořem a má rozlohu 58,48 km². Žije zde přibližně 41 tisíc obyvatel. Do roku 2002 byl Přerov sídlem okresního úřadu okresu Přerov. Statutárním městem je od 1. července 2006.
Město je důležitou dopravní křižovatkou. Spolu s Olomoucí, Prostějovem, Šumperkem a Hranicemi tvoří průmyslovou a ekonomicky nejsilnější část Olomouckého kraje. Je sídlem mnoha významných průmyslových podniků (PRECHEZA, Meopta, Kazeto a další). Přerov byl také městem vojenským, sídlila zde 23. základna vrtulníkového letectva Edvarda Beneše. Část historického jádra města (Horní město) je od roku 1992 městskou památkovou zónou. Někdejší podhradí se označuje jako Dolní město.
Nachází se zde vykopávky značného množství mamutích kostí, naleziště tábořišť lovců mamutů z doby před 27 – 26 tisíci lety se nachází na místě zvaném Skalka. Bývá tak nazýván městem mamutů. Ovšem je také nazýván městem Blahoslavovým a Komenského.[zdroj?]

## Název
Jméno města je totožné se starým slovem prěrov ("příkop", též "rybník, tůň, bažina").

## Historie

### Lovci mamutů
Území města Přerova bylo osídleno již v mladší době kamenné, důkazem jsou významné archeologické nálezy, především sídliště lovců mamutů v městské části Přerov-Předmostí. S růstem významu obchodu se sídelní jádro přesunulo na levý břeh řeky Bečvy. Touto částí procházely obchodní stezky, pravděpodobně šlo o místo toku řeky a dnešního Horního náměstí.[zdroj?]

### Středověk a novověk
Na území Přerova se nacházelo již v době okolo roku 840 velkomoravské hradiště, které mělo oblastní význam, později i raně středověké hradiště, další postavili Poláci (po roce 1003). První písemná zmínka o Přerovu jako městu pochází z roku 1141 (po 30. červnu 1131) v listině olomouckého biskupa Jindřicha Zdíka, ve které je přerovský hradní velkofarní kostel svatého Jiří zmiňován mezi sedmi nejdůležitějšími (křesťanskými) kostely na Moravě.[zdroj?]

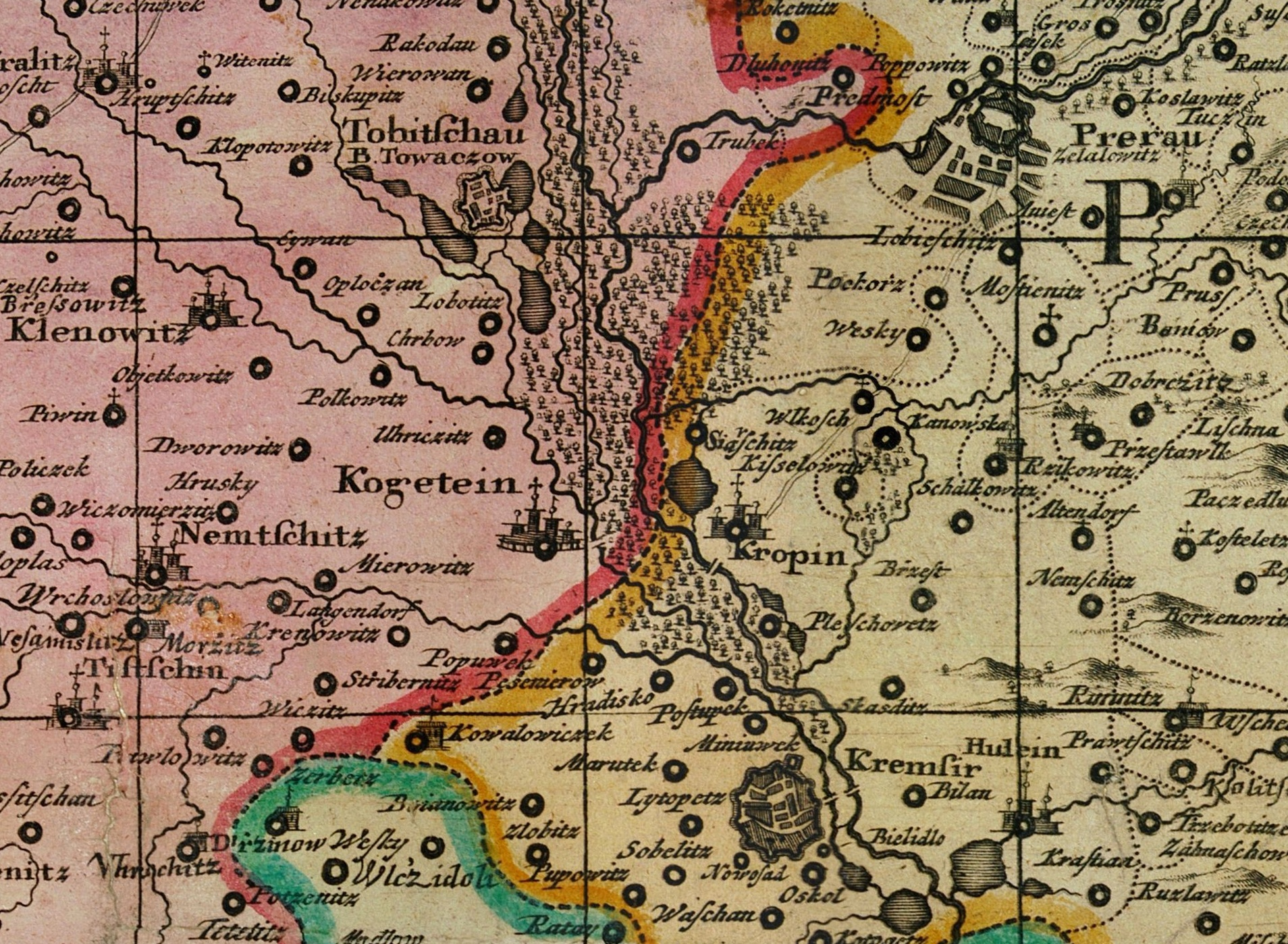
Město Přerov (Prerau) na výřezu z druhého vydání Müllerovy mapy Moravy z roku 1790

Dne 28. ledna 1256 byl Přerov povýšen králem Přemyslem Otakarem II. na královské město, jímž byl až do roku 1487.[zdroj?] Historie Přerova je také úzce spjata s rody Pernštejnů a Žerotínů, i s působením evangelické církve zvané Jednota bratrská, ke které náleželi významní učenci jako přerovský rodák Jan Blahoslav a Jan Amos Komenský. Komenský zde vystudoval bratrskou školu a posléze zde také čtyři roky vyučoval. V roce 1636 na zdejším zámku zemřel Karel starší ze Žerotína.[zdroj?]
Návrší nad Přerovem – zvané Švédské šance – je také archeologicky cennou a v regionu ojedinělou lokalitou s dochovanými relikty opevnění zbudovaného švédským vojskem v srpnu roku 1643.[zdroj?]
Prudký rozvoj města nastal po vybudování hlavní železniční trati z Vídně do Olomouce (1841) a později dále do Prahy a Bohumína. Výstavba postupovala rychle kupředu, takže již 1. září 1841 do Přerova přijel první vlak.[zdroj?]

### Druhá světová válka a poválečné období
Na konci druhé světové války bylo ve městě násilně potlačeno Přerovské povstání. Krátce po skončení války následoval masakr na Švédských šancích, kde Slovák Karol Pazúr nechal v roce 1945 postřílet na tři stovky nevinných karpatských Němců, převážně žen a dětí. U vlakového nádraží stojí památník na den 19. června 1945, kdy tento masakr začal.[zdroj?]

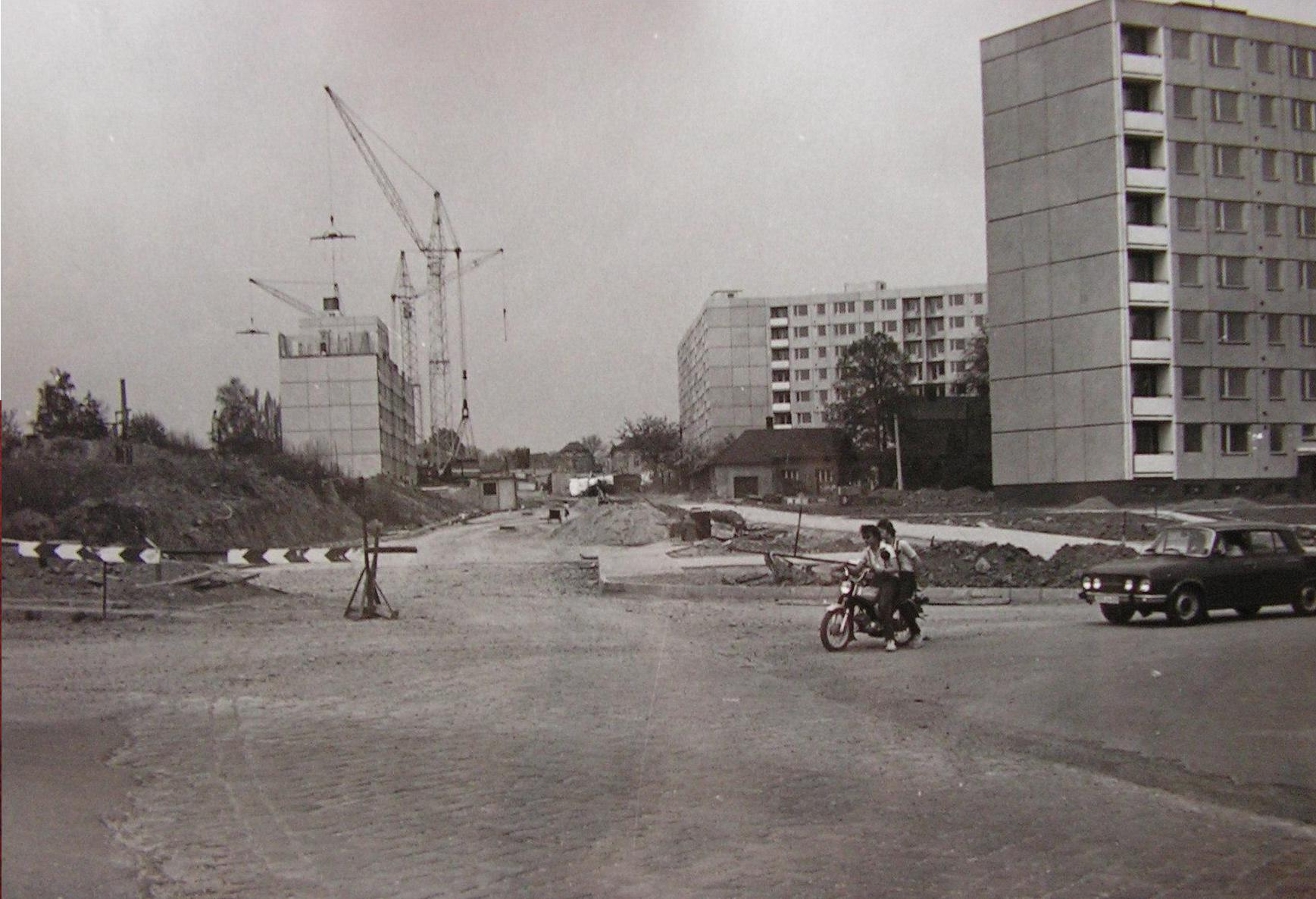
Výstavba sídliště v Předmostí, 1984

Významným obdobím byla pro Přerov éra budování socialismu, kdy se výrazně zvýšil počet obyvatel a z města se stalo významné průmyslové centrum. V 70. letech 20. století docházelo postupně k hospodářskému rozmachu hlavně v potravinářském a strojírenském průmyslu. Počet obyvatel se zvýšil až skoro k 50 tisícům, což pomohlo k posílení dalších odvětví, jako rozvoj lehkého průmyslu jemné mechaniky a optiky, v neposlední řadě také expanzí chemického průmyslu.[zdroj?]

### Po roce 1989
Přerované protestovali ve městě a někteří z nich přijeli podpořit stávkující studenty na Filozofickou fakultu Univerzity Palackého v Olomouci. Disidenti a chartisté se ale už dávno před Listopadem scházeli v domě Vladimíra Hučína. Samotné stávkování bylo velmi zmatené. Zatímco na první demonstraci se skandovalo „Ať žije KSČ!“, povel k zahájení druhé dal zpěvák Pavel Novák. A na ní se pro změnu ozývalo: „Ať žije Fórum!“. Doba byla hodně zmatená. Přerované byli bezprostředně po událostech 17. listopadu velmi skeptičtí a mnozí ani nevěřili, že vůbec dojde ke změnám. Dne 7. července 1997 bylo město Přerov postiženo katastrofální povodní.[zdroj?]

## Městská samospráva
Od roku 2006 je Přerov statutárním městem, v jehož čele stojí primátor. Městskou samosprávu představuje zastupitelstvo s 35 členy.
Po komunálních volbách roku 2018 byl zvolen primátorem Petr Měřínský z hnutí ANO. Koalici utvořily tyto subjekty: hnutí ANO, ODS a uskupení KDU-ČSL+TOP 09. Koalice disponovala těsnou většinou 18 z 35 zastupitelů.[zdroj?]
Samospráva města od roku 2016 vyvěšuje 5. července moravskou vlajku.
Sousedními obcemi sídla jsou Radslavice, Rokytnice, Grymov, Troubky, Tučín, Věžky, Želatovice, Zábeštní Lhota, Beňov, Kokory, Lhotka, Nelešovice, Prosenice, Sobíšky, Tršice, Buk, Bochoř a Horní Moštěnice.

## Obyvatelstvo

### Počet obyvatel
Počet obyvatel je uváděn podle výsledků sčítání lidu za Přerov včetně těch místních částí, které k němu v konkrétní době patřily. Nejvyšší hodnoty dosáhl v roce 1990, od té doby má klesající trend.
K 1. lednu 2022 v 1. správním obvodu města (Přerov a bezprostřední okolí) žije 46 024 obyvatel (+1196 cizinců). Počet veškerých obyvatel spadajících pod Přerovské úřady (±10 km od města) je 78 468 obyvatel (+1724 cizinců).
| 1869   | 1880   | 1890   | 1900   | 1910   | 1921   | 1930   | 1950   | 1961   | 1970   | 1980   | 1991   | 2001   | 2011   | 2021   |
| ------ | ------ | ------ | ------ | ------ | ------ | ------ | ------ | ------ | ------ | ------ | ------ | ------ | ------ | ------ |
| 11 341 | 15 464 | 17 749 | 22 007 | 26 966 | 28 442 | 30 270 | 29 054 | 36 101 | 44 324 | 50 593 | 51 300 | 48 335 | 44 361 | 41 019 |

| 1869  | 1880  | 1890  | 1900  | 1910  | 1921  | 1930  | 1950  | 1961  | 1970  | 1980  | 1991  | 2001  | 2011  | 2021  |
| ----- | ----- | ----- | ----- | ----- | ----- | ----- | ----- | ----- | ----- | ----- | ----- | ----- | ----- | ----- |
| 1 388 | 1 658 | 1 896 | 2 267 | 2 684 | 3 061 | 3 664 | 4 379 | 4 636 | 4 488 | 4 048 | 4 267 | 4 264 | 4 510 | 4 702 |

### Struktura populace

Věková struktura obyvatel obce Přerov roku 2011
Rodinný stav obyvatel obce Přerov roku 2011
Vzdělání obyvatel obce Přerov roku 2011

### Národnostní složení obyvatel Přerova
Obyvatelstvo bylo tradičně české, německé, židovské a slovenské národnosti, avšak po vytvoření československé národnosti a po dějích druhé světové války německé a židovské obyvatelstvo až na pár rodin téměř vymizelo.[zdroj?]
- česká 88,4 %
- moravská 7,1 %
- slovenská 1,9 %
- romská 0,2 %
- vietnamská 0,1 %
- ukrajinská 0,1 %
- polská 0,1 %
- ostatní 1,8 %

## Doprava

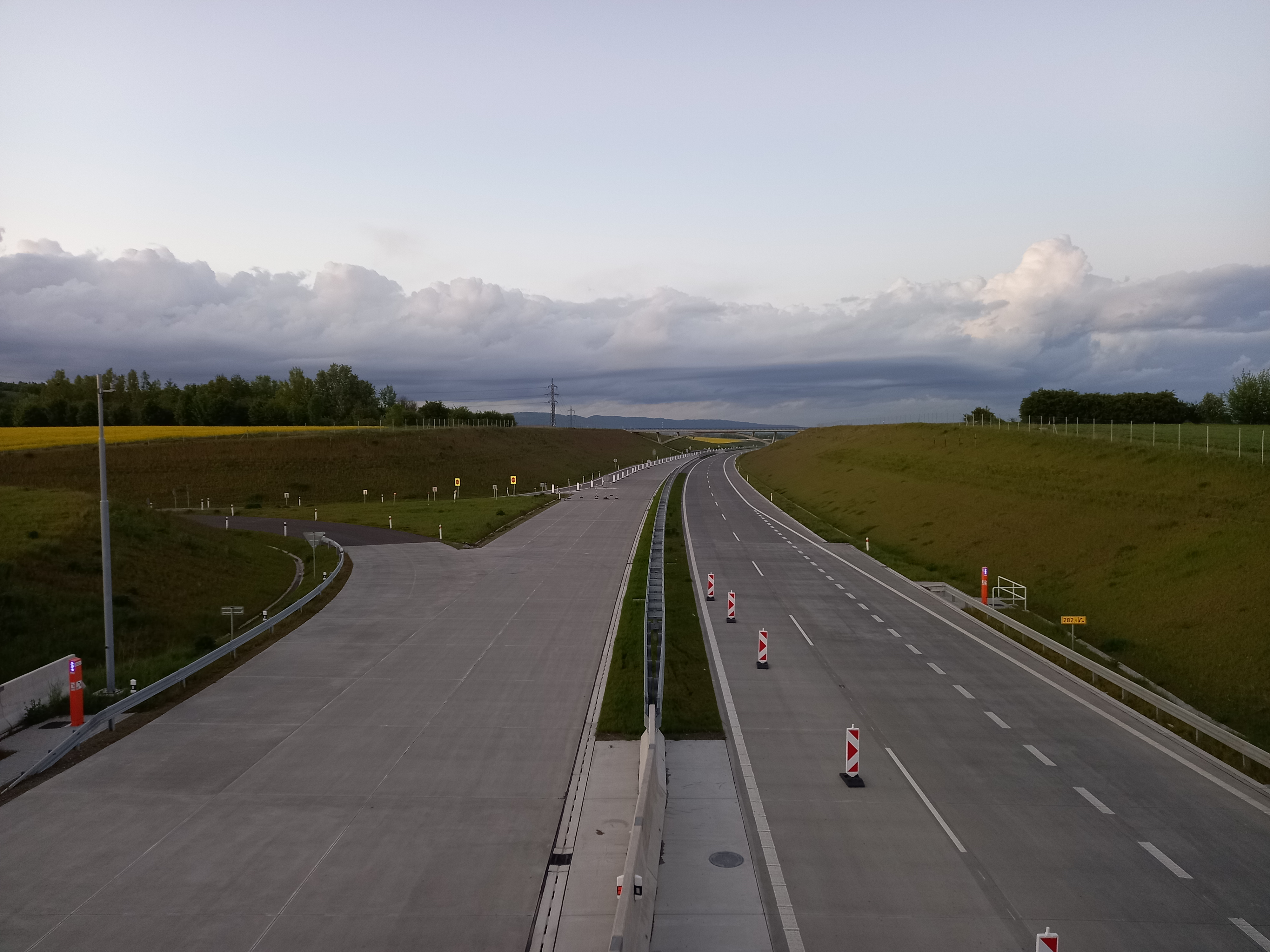
Pohled na D1 z mostu

### Dálnice
- Dálnice D1 Praha – Říkovice (272 km) a Přerov – česko-polská hranice u Věřňovic (94 km)
- Dálnice D55 – zatím jen zprovozněn výjezd Exit 1 Olomouc-jih (křížení s D35) u Olomouce. Roku 2026 začne výstavba D55 směr Přerov – Kokory.

### Silnice
- I/47 Vyškov – Kroměříž – Přerov – Ostrava
- I/55 Olomouc – Přerov – Uherské Hradiště – Břeclav – státní hranice
- II/150 Skalice nad Svitavou – Prostějov – Přerov – Valašské Meziříčí
- II/434 Bedihošt – Přerov – Lipník nad Bečvou
- II/436 Kojetín – Chropyně – Přerov – Doloplazy

### Železnice

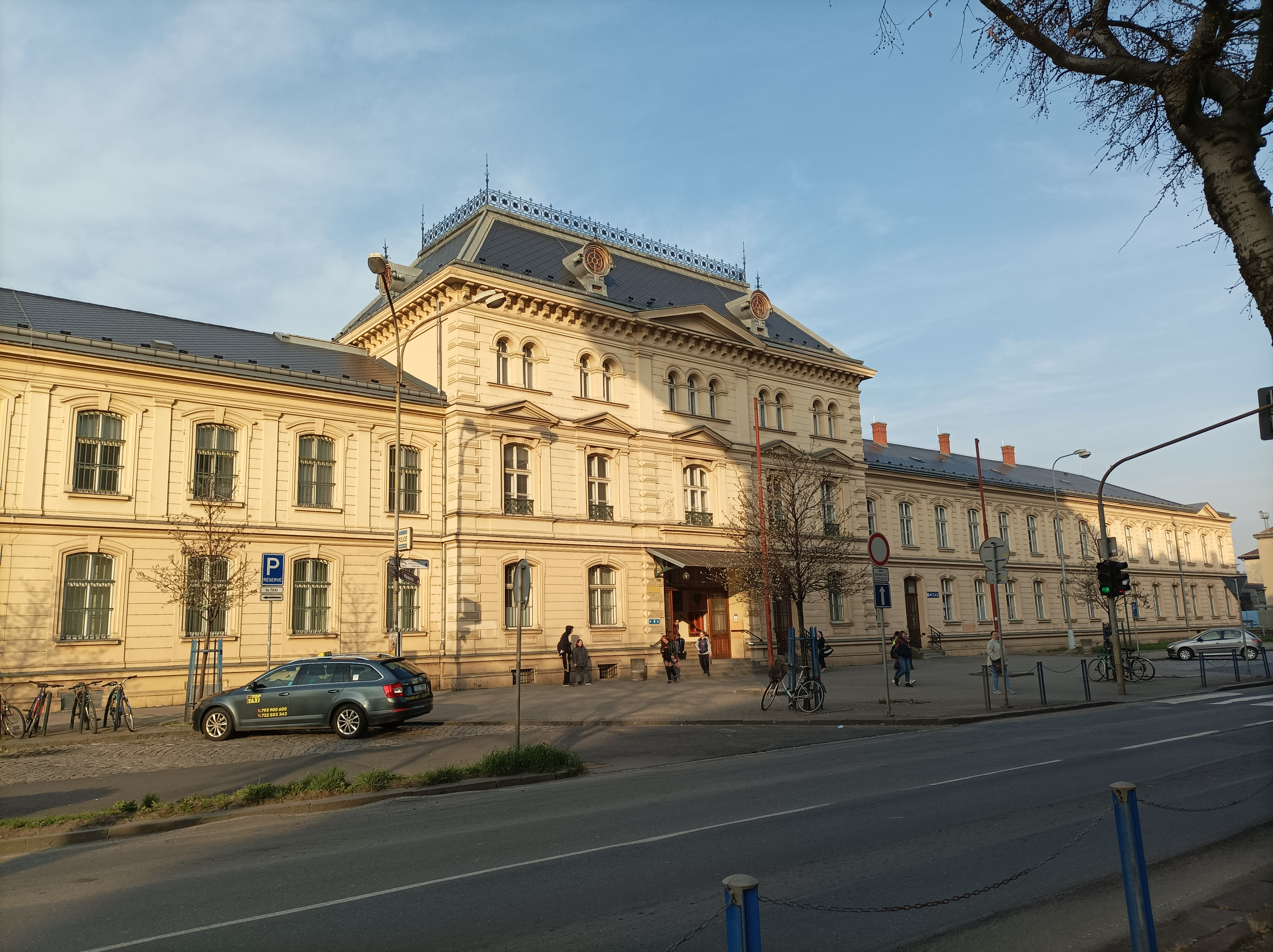
Přerovské vlakové nádraží z roku 1841

Přerov je důležitým dopravním uzlem ve státním i evropském železničním systému. Setkávají se zde tratě Česká Třebová – Přerov,  Přerov–Bohumín Přerov–Břeclav a Brno–Přerov. Traťový úsek Břeclav–Přerov–Bohumín je ovšem také součástí II. tranzitního koridoru (VI. evropský železniční koridor). Přes železniční stanici Přerov jezdí mezistátní spoje z Vídně a Budapešti do Varšavy a zpět, které v Přerově zastavují. Přímé spojení je tak zajištěno do celé řady evropských měst. Důležité spoje ze směru Ostrava – Hranice směrem na Olomouc však Přerov objíždějí po spojce mezi stanicemi Prosenice a Dluhonice.

### Městská doprava
Ve městě je centrální autobusové nádraží, ze kterého vyjíždějí jak regionální, tak i dálkové linky. Městskou hromadnou dopravu zabezpečovala Arriva Morava. Autobusy MHD jezdí na 11 linkách, přičemž byla zavedena nízkopodlažní linka pro osoby s omezenou schopností pohybu.

### Vodní doprava

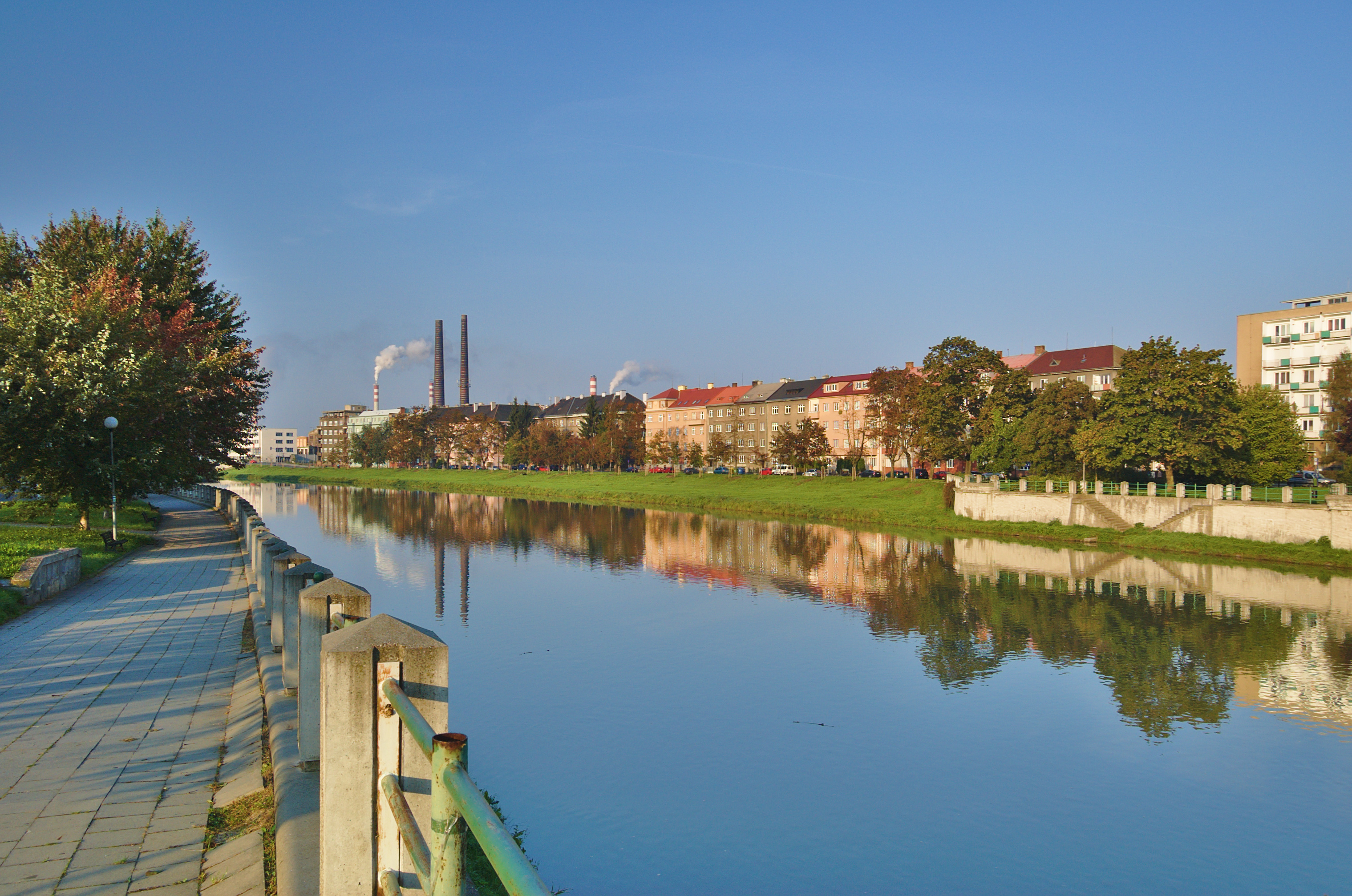
Nábřeží Bečvy

V současné době[kdy?] není v území vodní doprava provozována. Severně od města je stabilizována trasa plavebního kanálu Dunaj–Odra–Labe. V blízkosti Přerova se s umístěním přístavu zatím neuvažuje, jsou zde navrženy pouze tři plavební komory.[zdroj?]

### Letecká doprava
Letiště Přerov je umístěno asi 2,5 km jihozápadně od okraje města Přerova. Po roce 1989 postupně docházelo k omezením letů a k organizačním změnám v armádě, jež mimo jiné umožňovalo trasování dálnice D1 západně od Přerova.[zdroj?]

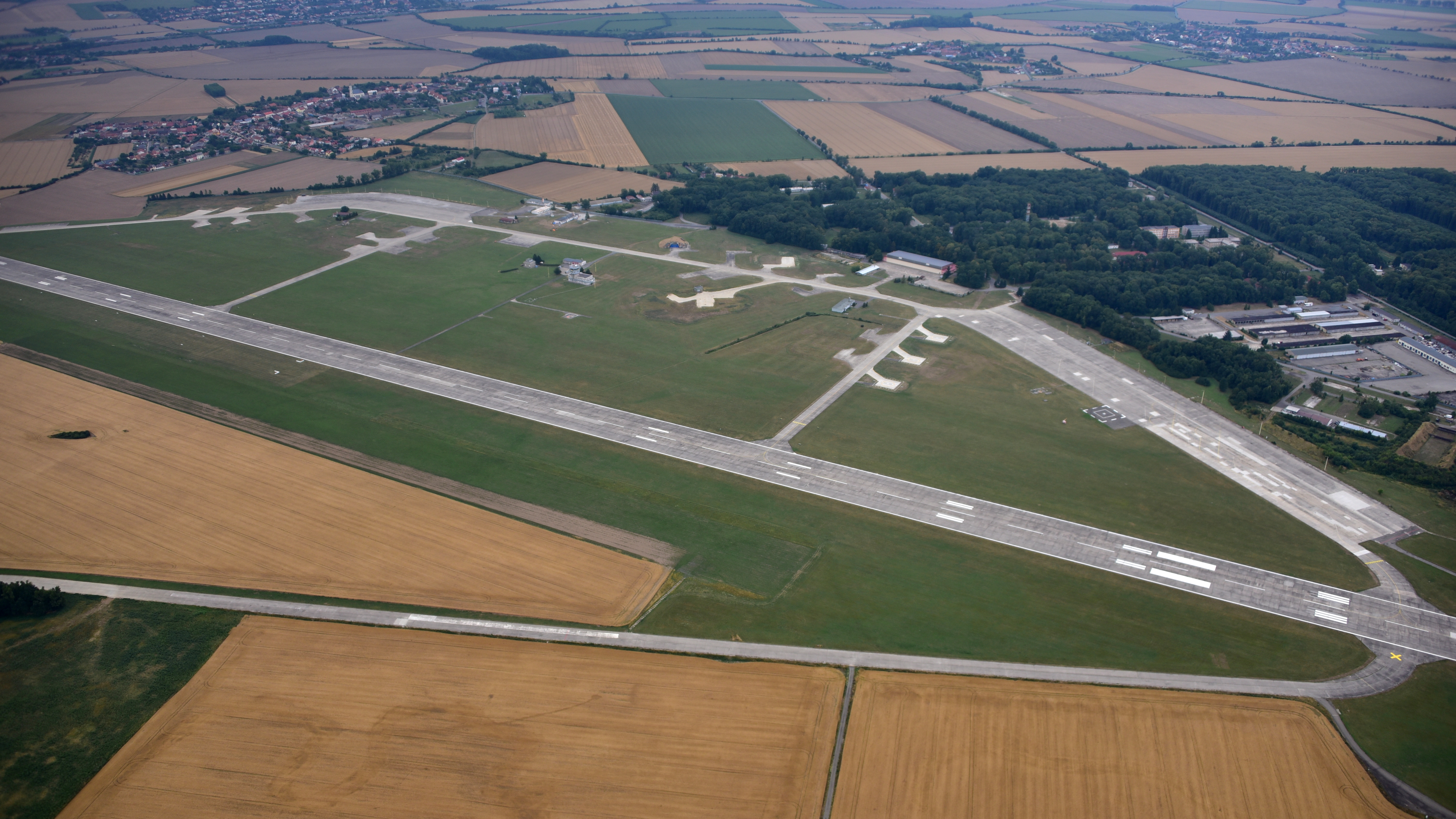
Letiště Přerov

Od roku 1952 je letiště vybaveno 2 600 m dlouhou přistávací betonovou drahou a byla zde vybudována jedna z nejmodernějších řídících věží. Letiště sloužilo Armádě ČR jako helikoptérová základna a v malé míře bylo využíváno i pro nevojenské účely. Pravidelná letecká doprava zde není provozována. Vzhledem k přesunu vrtulníkové základny do Náměště nad Oslavou v roce 2008 byly projednávány možnosti využití areálu. Předpokládalo se, že by došlo k vybudování veřejného mezinárodního letiště pro letadla se vzletovou hmotností až do 70 tun, což se ale mělo odvíjet od posouzení ekonomičnosti provozu letiště včetně nutných investičních a provozních nákladů. Pro případný rozvoj letecké dopravy jsou z hlediska koordinace s ostatními druhy dopravy a ostatními funkcemi v území vytvořeny potřebné prostorové podmínky.[zdroj?]

## Školství
Jediná vysoká škola v České republice s hlavním zaměřením na logistiku je přerovská soukromá Vysoká škola logistiky, která nabízí bakalářské, magisterské a MBA studium v prezenční a kombinované formě. Dále se zde nachází soukromá vyšší odborná škola zdravotnická, která nabízí studium v prezenční i kombinované formě. Ze středních škol se ve městě nachází např. čtyřleté a šestileté jazykové Gymnázium Jana Blahoslava, čtyřleté a osmileté všeobecné Gymnázium Jakuba Škody, střední průmyslová škola, střední zemědělská škola, střední zdravotnická škola, střední pedagogická škola, obchodní akademie, střední škola gastronomie a služeb, střední škola technická a střední škola praktická.[zdroj?]

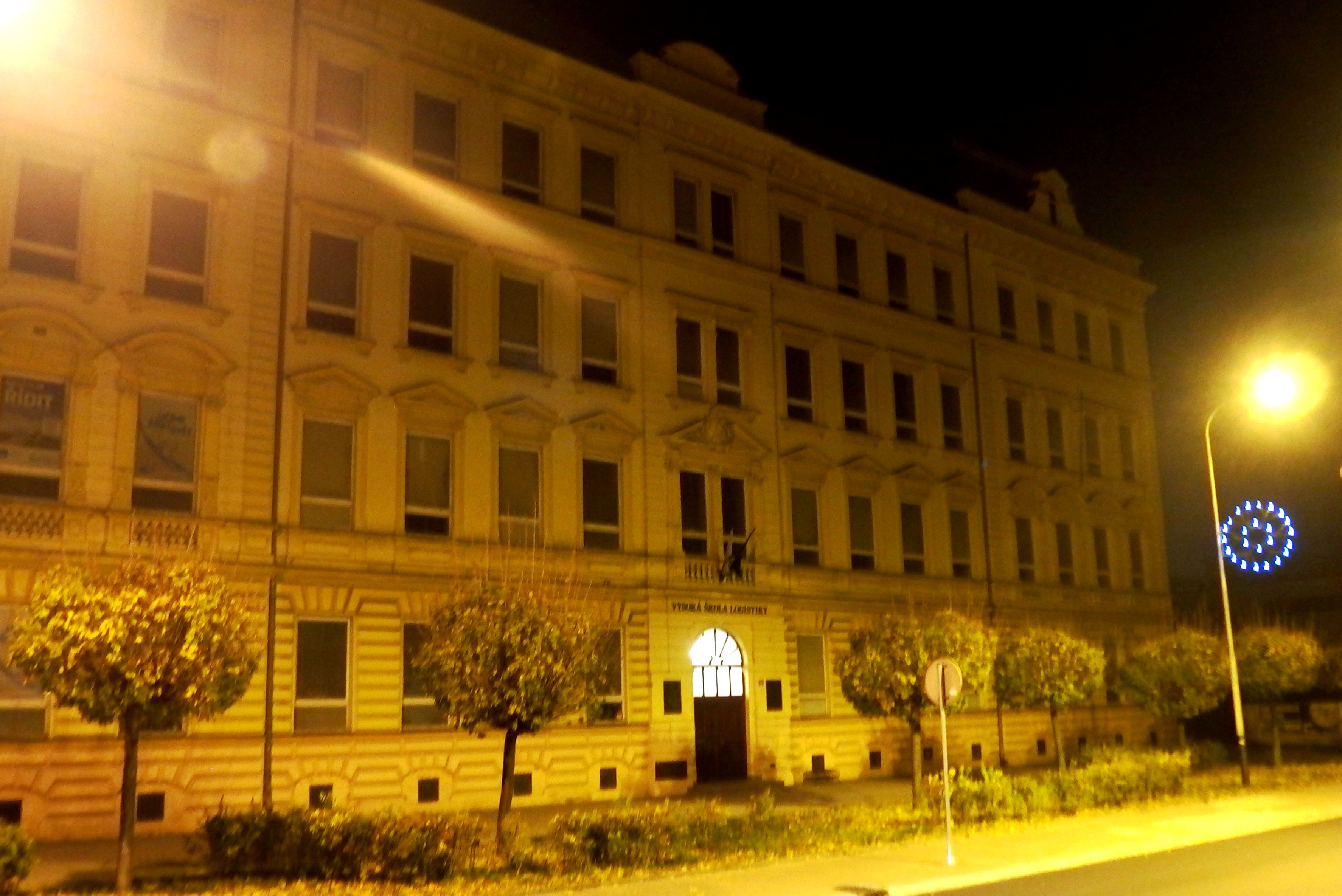
Vysoká škola logistiky

Ve městě se nachází osm základních škol zřizovaných městem, dvě soukromé základní školy a jedna základní škola zřizovaná Olomouckým krajem.[zdroj?]
Dále je zde jedenáct mateřských škol zřizovaných městem, čtyři soukromé mateřské školy, jedna církevní mateřská škola a jedna mateřská škola zřizovaná Olomouckým krajem. V Přerově se dále nachází také městské jesle a dětské skupiny.[zdroj?]

## Pamětihodnosti
Historické centrum města se nachází okolo Horního náměstí – lze zde nalézt domy z 15. století. Poblíž se nachází přerovský zámek, renesanční čtyřkřídlý zámecký objekt z první čtvrtiny 17. století, vybudovaný na místě původního hradu, jehož věž má románský původ. Lze si prohlédnout i zbytky městských hradeb. V zámku je umístěno Muzeum Komenského vzniklé zásluhou Františka Slaměníka již v roce 1888. V muzeu jsou stálé expozice týkající se archeologie Přerovska, ukázky školních tříd z různých období, památník Jana Amose Komenského, národopisu Hané a Záhoří, entomologie, mineralogie atd.[zdroj?] Dále se ve městě nachází např.:
- Park Michalov – jeden z největších městských parků v Olomouckém kraji
- Žebračka – národní přírodní rezervace, zřízená k ochraně pozůstatku lužního lesa v povodí Bečvy

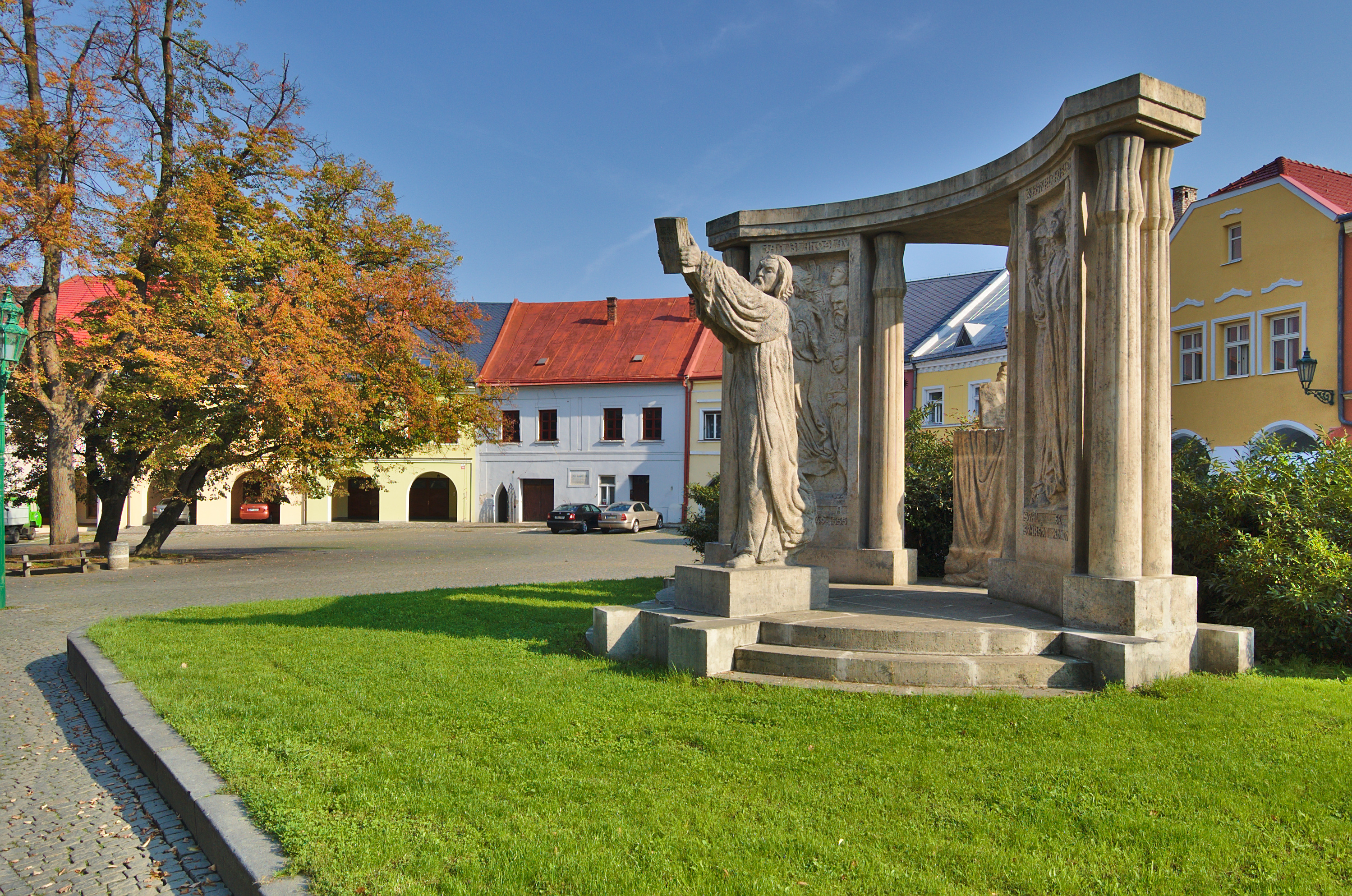
Pomník Jana Blahoslava

- Mamutík Tom – muzeum pro děti
- Pomník Jana Blahoslava
- Přerovská synagoga

### Mamutov
Na severu města v Předmostí byla objevena rozsáhlá archeologická naleziště, z nichž nejstarší obsahují cenné nálezy z dob lovců mamutů. U odborníků vzrostl v poslední době zájem o předmostské nálezy z doby slovanské, když tam byly objeveny další části rozsáhlého pohřebiště, známého již z výzkumů Martina Kříže na konci 20. století. Dlouho zůstal téměř bez dokladů z období slovanského osídlení levý břeh Bečvy v Přerově, avšak několik nových nálezů změnilo i tuto situaci. Máme k dispozici více nálezů starších, ale dosud nezveřejněných i nálezů nových, které ukazují, že na území nynějšího města a v jeho nejbližším okolí probíhal život i v jiných údobích pravěku než ve starší době-kamenné a v době slovanské. Tomuto se věnuje i naučná vlastivědná Stezka lovců mamutů vedoucí z Předmostí nad „přerovskou rokli“, kolem přírodního amfiteátru, přes školní kopec, na kterém je i Památník lovců mamutů a odkud je krásný výhled na Přerov. Nedaleko odtud se nalézá i lom Žernava a dále po stezce Přerovská rokle a socha mláděte mamuta Toma. Posledním bodem stezky je vyhlídka na Přerov tentokrát z Čekyňského kopce.[zdroj?]

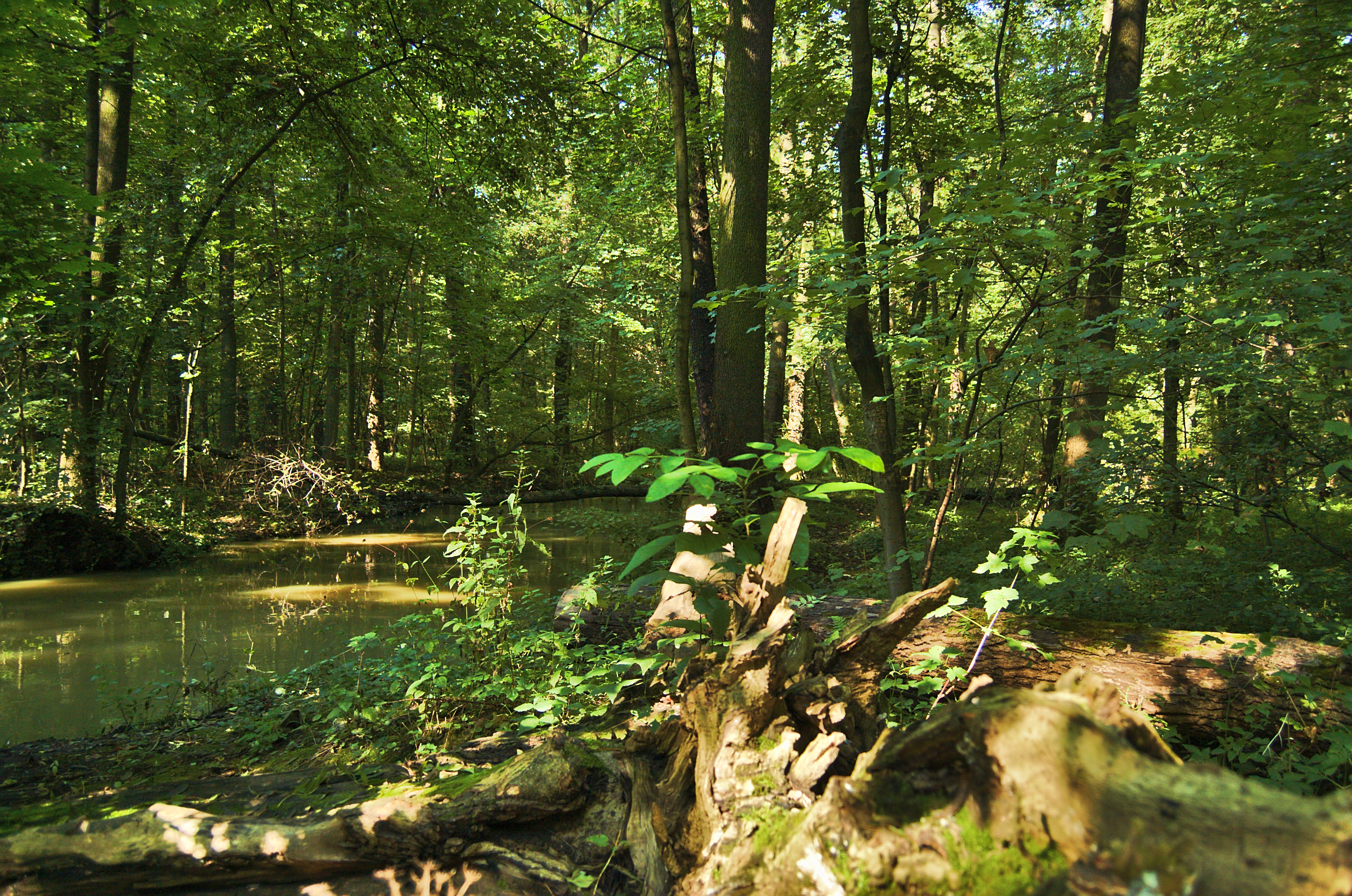
Národní přírodní rezervace Žebračka

### Žebračka
Severovýchodně od města se nachází národní přírodní rezervace Žebračka. Rezervace je rozdělena silnicí Přerov-Prosenice na dvě téměř stejně velké části. Severovýchodní částí NPR protéká umělý vodní tok – mlýnský a elektrárenský náhon Strhanec, který za dobu své existence již získal přírodě blízký charakter. NPR Žebračka leží v údolní nivě řeky Bečvy, podloží je tvořené štěrkopísky pleistocenního až holocenního stáří, které jsou překryty povodňovými hlínami. Reliéf je rovinatý, místy se sníženinami celoročně suchých nebo jen občas zvodňovaných, původně průtočných, říčních koryt (nazývaných „smuhy“). Žebračka představuje unikátní zbytek původně rozsáhlých lužních lesů údolní nivy Bečvy. Dřevinná skladba se v jednotlivých částech lesního komplexu liší, ale vcelku se blíží přirozené skladbě. Zastoupeny jsou rostliny lužního lesa – tvrdého luhu, význačné dřeviny jsou dub letní (Quercus robur), jasan ztepilý (Fraxinus excelsior), jilm habrolistý (Ulmus minor), javor babyka (Acer campestre), jilm vaz (Ulmus laevis), lípa srdčitá (Tilia cordata), střemcha obecná (Prunus padus) s podrostem keřů a především bylinného patra tvořeného typickou květenou lužního lesa, v němž k nejvýznačnějším patří česnek medvědí (Allium ursinum), sasanka hajní (Anemone nemorosa).[zdroj?]

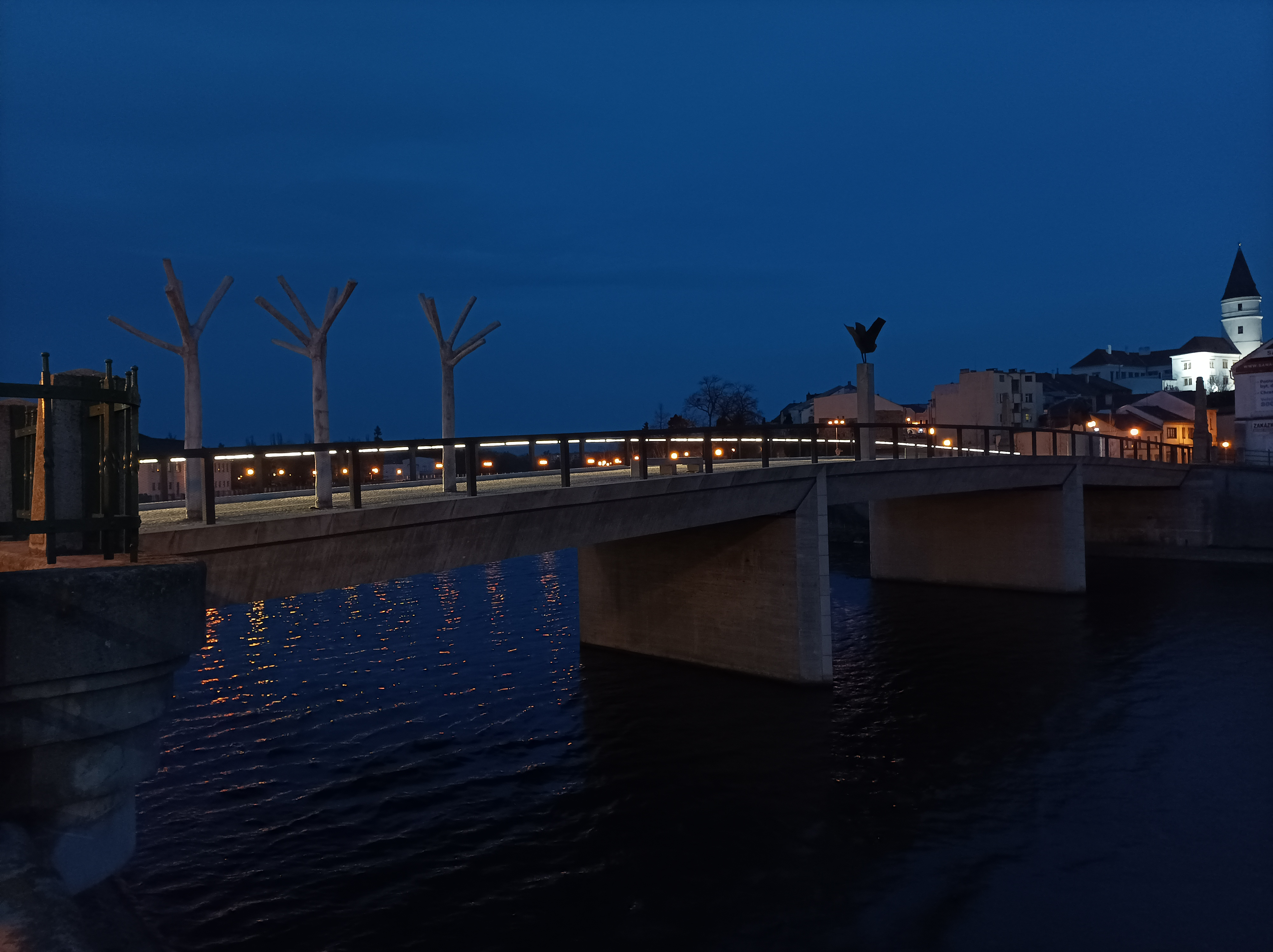
Tyršův most s výhledem na zámek

### Betonové stromy
Tyršův most v Přerově přes řeku Bečvu byl vybudován na místě, kde nejpozději od pozdního středověku stávaly mosty různých provedení, které byly mnohokráte obnovovány a opravovány. Poslední silniční most, který na místě stál, byl betonový klenbový most o třech polích. Tento most byl v roce 1945 zničen ustupujícími německými vojsky. Na místě bylo později postaveno dřevěné provizorium a posléze, v sedmdesátých létech 20. století, zde byla zřízena ocelová lávka pro pěší. Tento most je osazen betonovými stromy. Stromy mají na výšku pět metrů, i když to tak nevypadá. Jsou ze sklobetonu, což je materiál, který je velmi tvrdý. Uvnitř je pevná konstrukce z rour a celé je to vyplněné betonem. Jeden váží přibližně tunu.

## Stavby

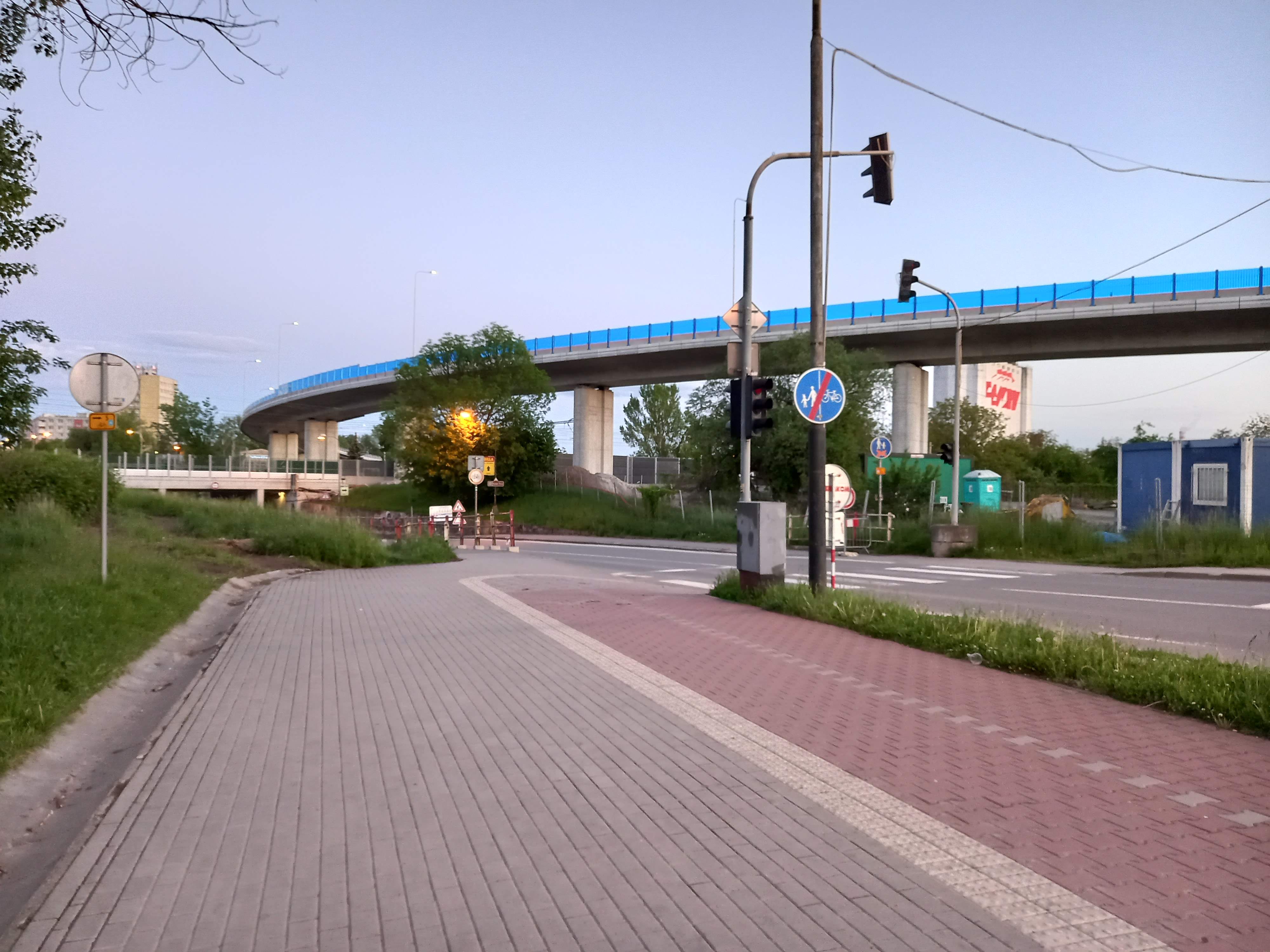
Estakáda silnice I/55 nad Předmostím

### Přerovská magistrála – Průpich městem
Projekt dohromady za asi 700 milionu Kč byl zprovozněn v srpnu roku 2022. Tato čtyřpruhová silnice ulevuje přerovské silniční infrastruktuře v centru města, odvádí kamionovou dopravu od centra na západ, kdy kamiony jedoucí od Kroměříže do Olomouce a naopak mohou využívat tento průtah. 1. etapa průtahu, za asi 200 milionů, vede od tř. Gen. Štefánika přes ulici Tovární po ulici Velké Novosady, 2. etapa zahrnuje 500 m dlouhou silniční estakádu k Olomouci za 358 milionů Kč, 900 m dlouhý úsek silnice a už hotový kruhový objezd u Lidlu, který zásadně snížil vytížení silnice Lipnická a Hranická.[zdroj?]

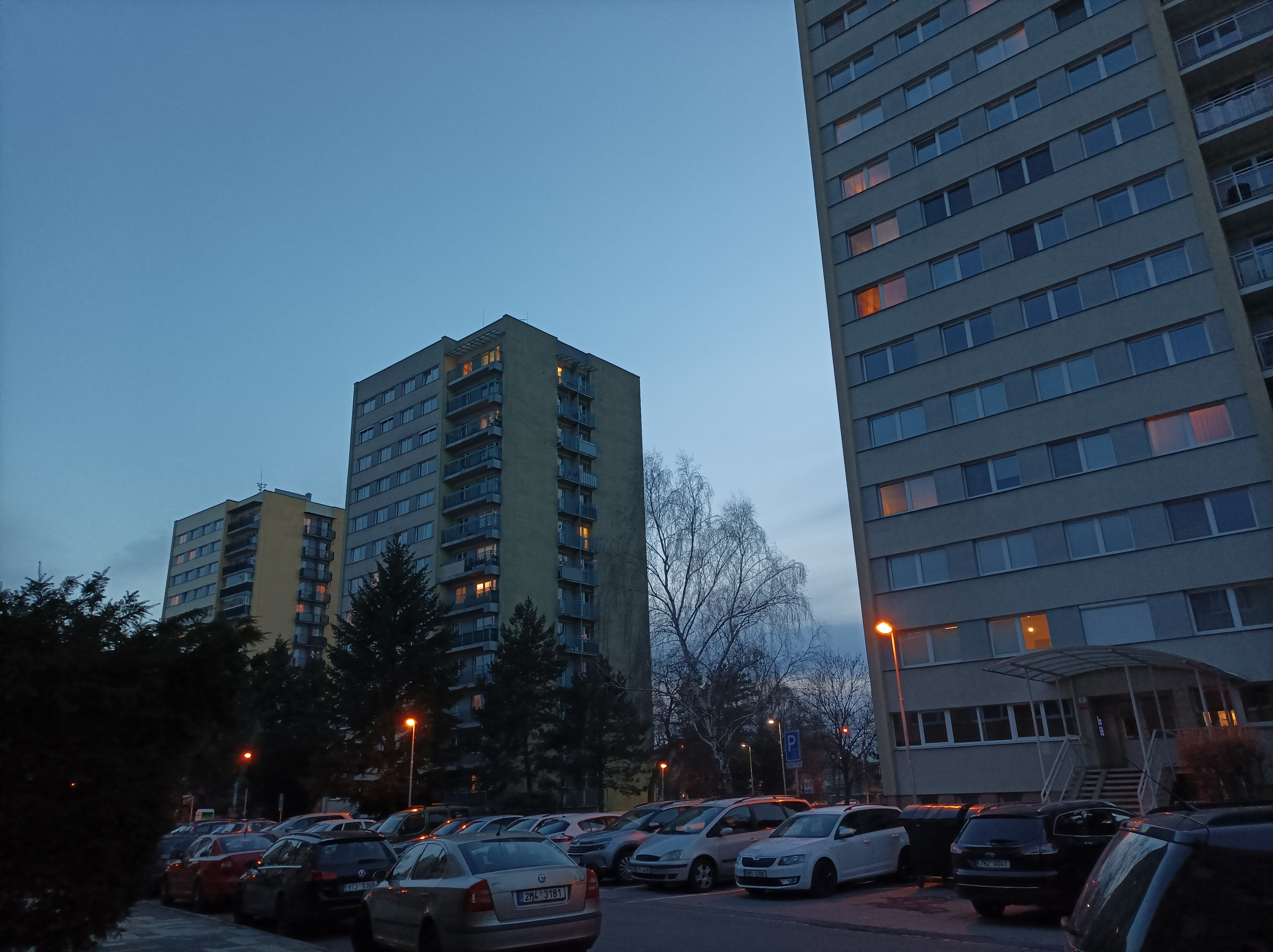
13NP V-OS

### Výškové budovy
V Přerově se nachází 20 panelových věžáků z období komunismu. Jde o 14NP sestavy B70-360, nadále na severu města 13NP sestavy V-OS. Výjimkou jsou 2 věžové domy s 12NP. I když tyto budovy nejsou v žádném seznamu výškových budov, tak jde o jedny z nejvyšších sestav panelových domů, co se v socialistické ČSR stavěly, nejvyšší byly V-OS které měly nejvíce 17NP, 12-15NP je celorepublikový standard. Výška těchto domů je okolo 45 m.[zdroj?]

### Moderní bytová zástavba

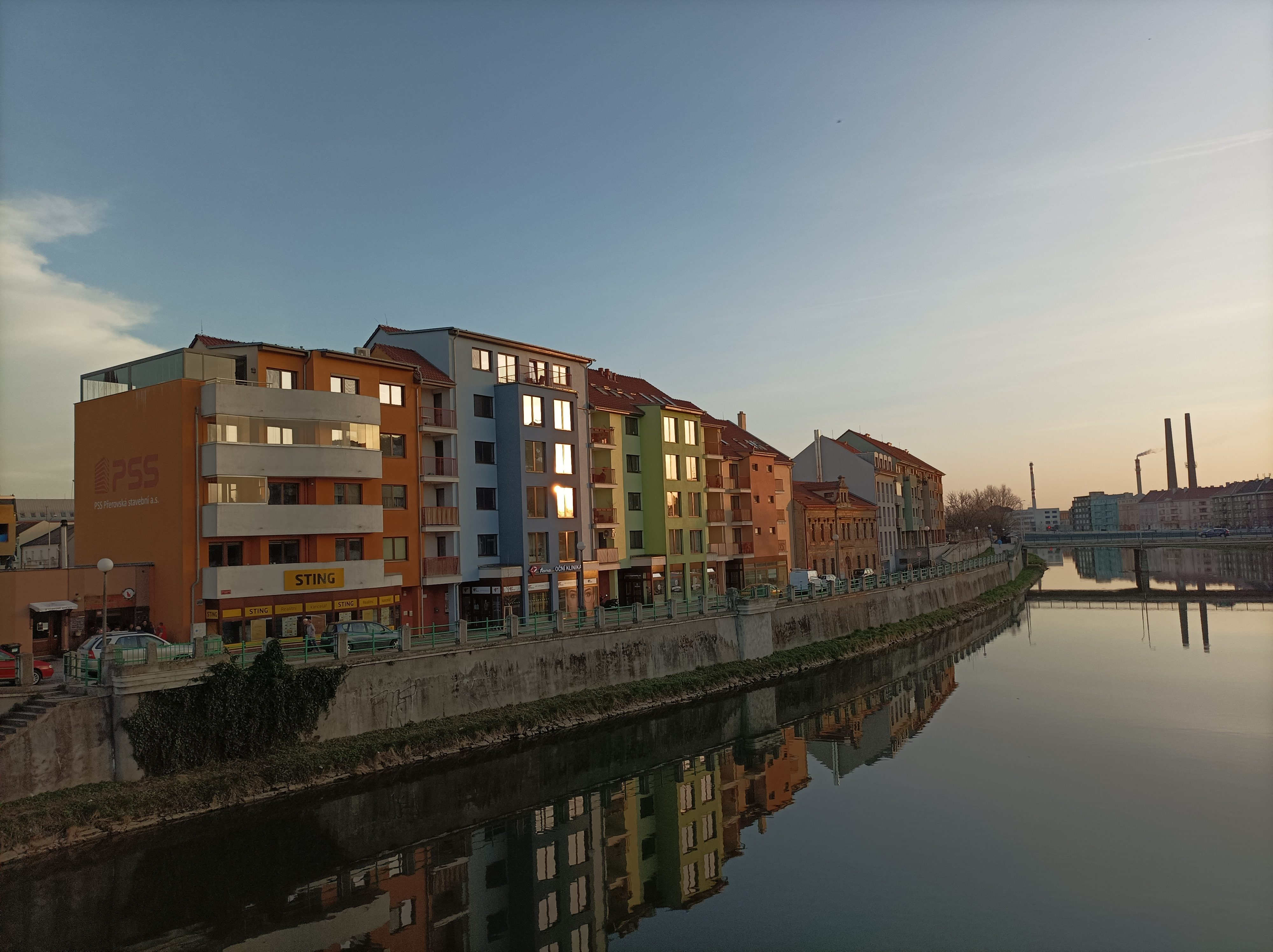
Pohled na bytové domy na nábřeží Protifašistických bojovníků z Tyršova mostu

Boj s nedostatkem bytů v Přerově je dlouhodobá záležitost, i přes fakt, že se ve městě budují nové domy, tak to ani zdaleka nestačí pro naplnění všech kapacit. V Přerově za posledních 20 let vzniklo nespočet bytových domů, např. bytové domy na nábřeží Protifašistických bojovníků, bytové domy ul. Seifertova, bytové domy ul. Kozlovská, BD ul. Čechova 33 a další.[zdroj?] Nový BD Vesna na ulici Seifertova byl postaven v letech 2022–2024, nabízí 33 bytových jednotek.

### Domov Alzheimer
Domov Alzheimer vznikl přestavbou bývalé budovy Chemoprojektu, která chátrala v centru města. Objekt slouží osobám s Alzheimerovou demencí. Stavba započala v polovině roku 2021 a byla dokončena v dubnu roku 2023. Je to další ze zdravotnických a sociálních center ve městě, již se zde nachází nemocnice založena roku 1905 s 16 budovami, poliklinika v centru města a 2 domy s pečovatelskou službou.[zdroj?]

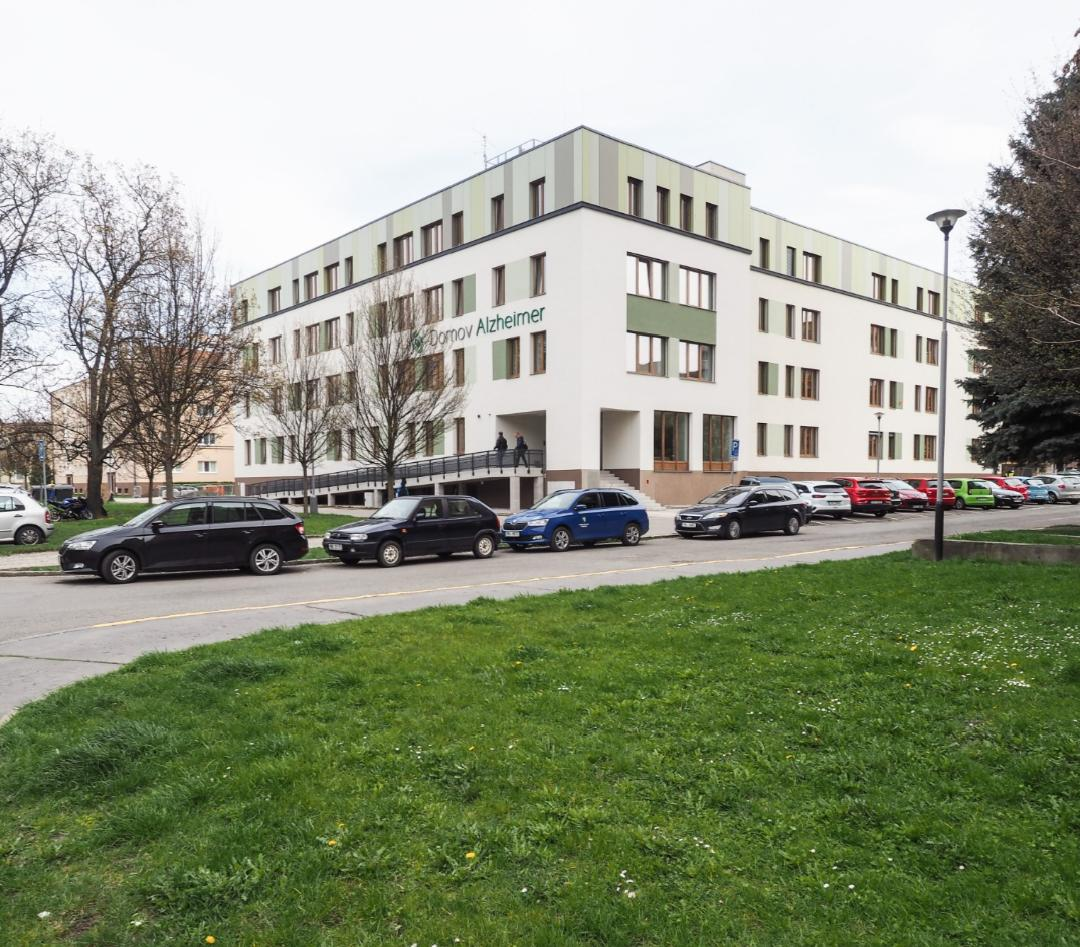
Domov Alzheimer

### Sociální služby města Přerova
Služby a činnosti provozuje organizace Sociální služby města Přerova, p. o. v zařízeních:
- Městské jesle, Svisle 2, Přerov
- Denní pobyt, Purkyňova 16, Přerov
- Domov pro seniory, Kabelíkova 14a, Přerov
- Pečovatelská služba, U Žebračky 18, Přerov

## Obchody

### Obchodní galerie Přerov

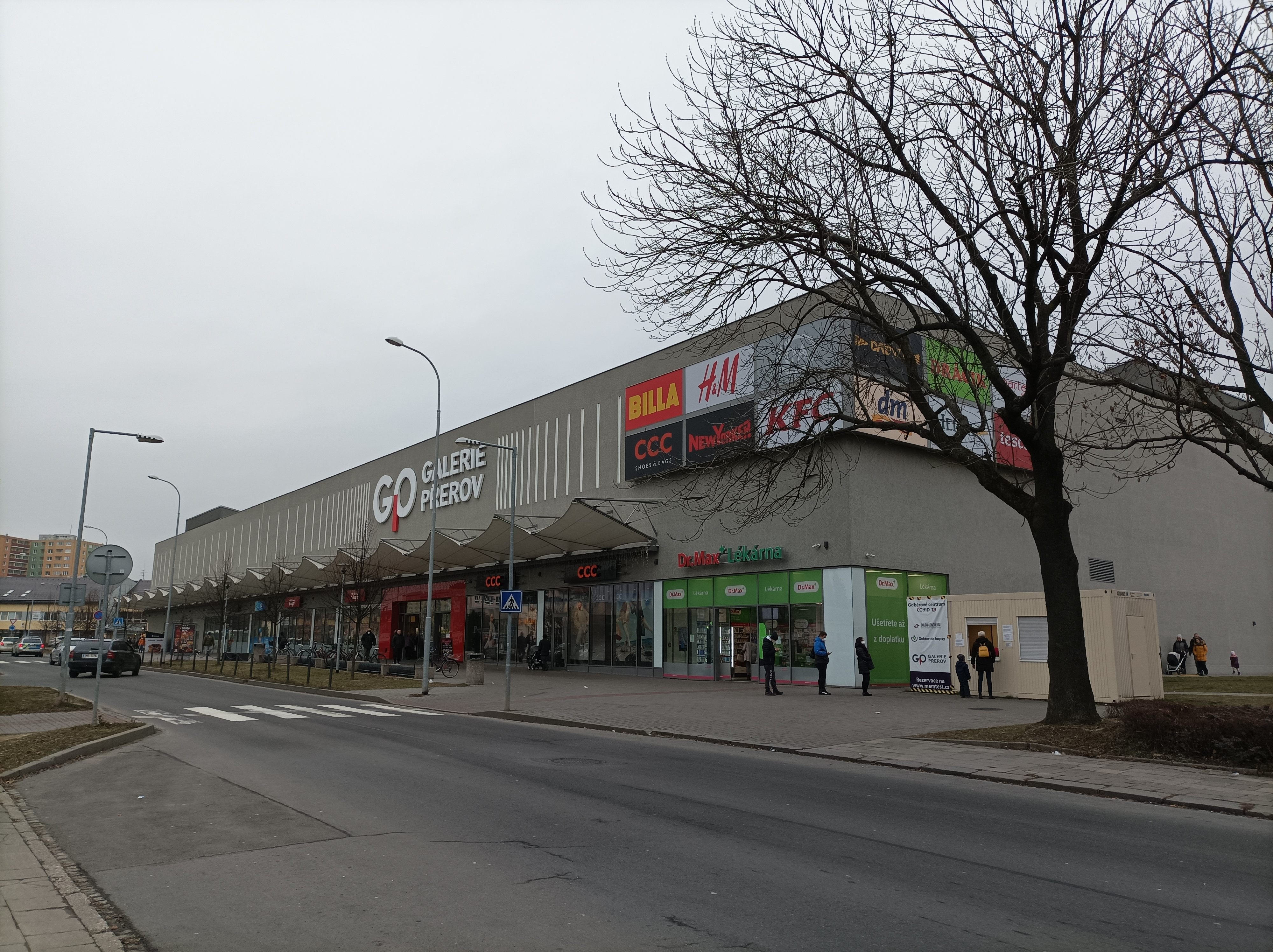
Galerie Přerov

OC Galerie Přerov je projekt za 400 milionů Kč. Byla otevřena v září roku 2016. Nachází se v ní přes 60 obchodů, rozkládá se na ploše 13 000 m² a na střeše se nachází parkování pro rezidenty i návštěvníky s celkovou kapacitou 300 parkovacích míst. Stavba nahradila 40 let starý Prior již v nevyhovujícím statickém stavu. V původním plánu obchodního centra bylo využití skeletové konstrukce Prioru.[zdroj?]

### S1 centrum Přerov

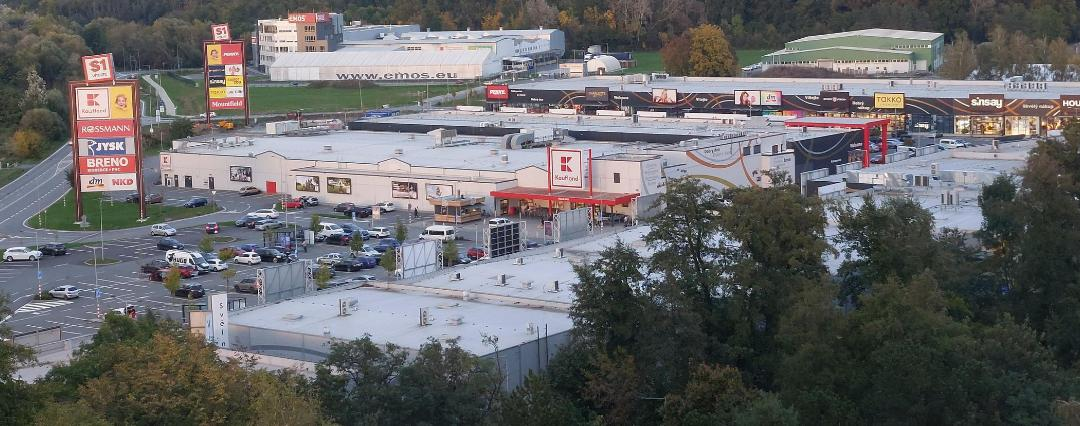
Shopping park

S1 centrum je nákupní park v Přerově na Lipnické ulici. Nachází se zde přes 40 obchodních jednotek. Rozšířen byl na konci kalendářního roku 2022. Zastavěná plocha je 17 916. Součástí nákupního parku je i parkoviště.[zdroj?]

### Obchodní centrum Kasárna Přerov
Nákupní centrum bylo postavené na území bývalých kasáren v Přerově v roce 2017. Celková nájemní plocha nabízí 2500 m².[zdroj?]
V Přerově se dále nachází hypermarket Tesco, supermarket Tesco, hypermarket Albert, supermarket Albert, tři supermarkety Penny market, dva Kauflandy, dva supermarkety Billa a jeden supermarket Lidl.[zdroj?]

## Sport
Přerov se také zapsal do historie světového hokeje: v lednu 2012 spolu se Zlínem hostil Mistrovství světa žen do 18 let, které překonalo rekord v návštěvnosti. V Přerově své zápasy odehrála skupina B. Poté se zde konaly boje o celkově třetí a páté místo na turnaji. České hokejistky se umístily na celkovém šestém místě, když podlehli v boji s finskou reprezentací. Celkově šampionát navštívilo 17 480 diváků, z toho 11 700 v Přerově a 5 780 ve Zlíně. Že Přerov žije hokejem potvrdil i postup do druhé nejvyšší národní soutěže, kam se klub HC Zubr Přerov navrátil v sezóně 2015/16, po dlouhých sedmnácti letech. Doma si Zubři udržují průměr návštěvnosti 2400 diváků na zápas. Své domácí zápasy hrají v Meo Aréně s kapacitou 3000 diváků. Odchovancem klubu je například reprezentant Tomáš Kundrátek. V nejvyšší soutěži hrají volejbalistky VK Přerov, od roku 2020 i hráči klubu amerického fotbalu Přerov Mammoths.
| Sport                | Klub                   | Městská část        | Vznik | Soutěž muži        | Úroveň             | Soutěž ženy        | Úroveň       |
| -------------------- | ---------------------- | ------------------- | ----- | ------------------ | ------------------ | ------------------ | ------------ |
| lední hokej          | HC ZUBR Přerov         | Přerov I-Město      | 1928  | Chance liga        | 2.                 | -                  | -            |
| fotbal               | 1. FC Viktorie Přerov  | Přerov I-Město      | 2011  | Divize E           | 4.                 | -                  | -            |
| fotbal               | FK Kozlovice           | Přerov IV-Kozlovice | 1924  | Divize E           | 4.                 | -                  | -            |
| volejbal             | Volejbal Přerov        | Přerov I-Město      | 1923  | -                  | -                  | UNIQA extraliga    | 1.           |
| volejbal             | SK Přerov 1908         | Přerov I-Město      | 1908  | Krajská soutěž     | 4.                 | -                  | -            |
| florbal              | FBC Přerov             | Přerov I-Město      | 2002  | Národní liga       | 3.                 | 2. liga            | 3.           |
| tenis                | TK PRECHEZA Přerov     | Přerov I-Město      | 1899  | Tenisová extraliga | Tenisová extraliga | Tenisová extraliga | 1.           |
| vodní pólo           | KVP Přerov             | Přerov I-Město      | 1933  | 1. liga            | 1.                 | -                  | -            |
| americký fotbal      | Přerov Mammoths        | Přerov I-Město      | 2012  | Snapback liga      | 1.                 | -                  | -            |
| házená               | TJ Holešov-Přerov      | Přerov I-Město      | ?     | 2. liga            | 3.                 | -                  | -            |
| házená               | SK Žeravice            | Přerov XII-Žeravice | 1943  | 2. liga            | 3.                 | 2. liga            | 3.           |
| basketbal            | TJ Sokol Přerov        | Přerov I-Město      | ?     | Oblastní přebor    | 4.                 | -                  | -            |
| basketbal            | TBS Přerov             | Přerov II-Předmostí | ?     | pouze mládež       | pouze mládež       | pouze mládež       | pouze mládež |
| nohejbal             | TJ Spartak MSEM Přerov | Přerov I-Město      | 1970  | 1. liga            | 2.                 | -                  | -            |
| atletika             | SK Přerov 1908         | Přerov I-Město      | 1908  | 2. liga sk. D      | 2. liga sk. D      | 2. liga sk. D      | 3.           |
| moderní gymnastika   | TJ Spartak Přerov      | Přerov I-Město      | 1976  | -                  | -                  | -                  | -            |
| veslování            | VK Přerov              | Přerov I-Město      | 1924  | -                  | -                  | -                  | -            |
| kanoistika           | Kanoistika Přerov      | Přerov I-Město      | ?     | -                  | -                  | -                  | -            |
| cyklistika, triatlon | CK PeMaP Přerov        | Přerov I-Město      | 2010  | -                  | -                  | -                  | -            |
| plavání              | TJ Spartak Přerov      | Přerov I-Město      | ?     | -                  | -                  | -                  | -            |
| džú-džucu            | Agatsu Ryu             | Přerov I-Město      | 2000  | -                  | -                  | -                  | -            |
| fotbal               | TJ Sokol Újezdec       | Přerov VI-Újezdec   | 1957  | I. B třída         | 7.                 | -                  | -            |
| fotbal               | TJ Sokol Čekyně        | Přerov VII-Čekyně   | 1931  | Okresní přebor     | 8.                 | -                  | -            |
| fotbal               | KMK Zubr Přerov        | Přerov II-Předmostí | ?     | III. třída         | 9.                 | -                  | -            |
| fotbal               | TJ Union Lověšice      | Přerov III-Lověšice | ?     | III. třída         | 9.                 | -                  | -            |
| kolová               | TJ Spartak Přerov      |                     |       |                    |                    |                    |              |
| mažoretkový sport    | Fantasy Přerov z. s.   | Přerov I-Město      | 2014  | -                  | -                  | -                  | -            |

## Části města

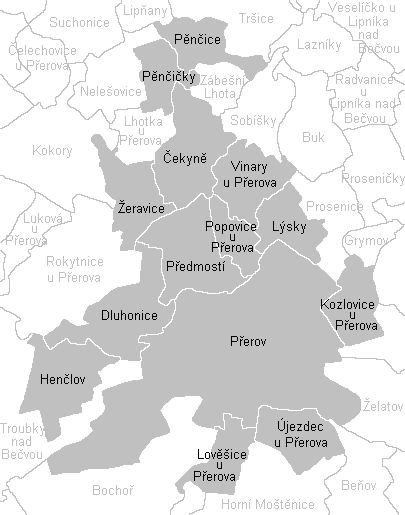
Katastrální území Přerova

Přerov se dělí na 13 číslovaných evidenčních částí. Samosprávné městské části ani obvody nemá.
- Přerov I-Město
- Přerov II-Předmostí
- Přerov III-Lověšice
- Přerov IV-Kozlovice
- Přerov V-Dluhonice
- Přerov VI-Újezdec
- Přerov VII-Čekyně
- Přerov VIII-Henčlov
- Přerov IX-Lýsky
- Přerov X-Popovice
- Přerov XI-Vinary
- Přerov XII-Žeravice
- Přerov XIII-Penčice

V 90. letech 20. století se některé části neúspěšně pokusily oddělit:
- 26. března 1993 se v části Přerov V-Dluhonice konalo místní referendum o odtržení od Přerova. Z 266 zapsaných oprávněných občanů hlasovalo 227, z toho 152 pro oddělení a 71 proti oddělení, 4 hlasy byly neplatné. Výsledek referenda byl kladný, oddělení však nepovolilo ministerstvo vnitra z důvodu přerušení souvislého území obce Přerov.[30]
- 12. září 1993 se konalo místní referendum o odtržení v části Přerov XI-Vinary. Z 552 zapsaných oprávněných občanů hlasovalo 373, z toho 151 pro odtržení, 193 proti odtržení a 7 hlasů bylo neplatných. Výsledek referenda byl záporný.[30]
- 16. června 2000 se konalo místní referendum o odtržení v části Přerov VI-Újezdec. Z 517 zapsaných oprávněných občanů hlasovalo 351, z toho 156 pro odtržení, 191 proti odtržení a 26 hlasů bylo neplatných. Výsledek referenda byl záporný.[30]

## Osobnosti

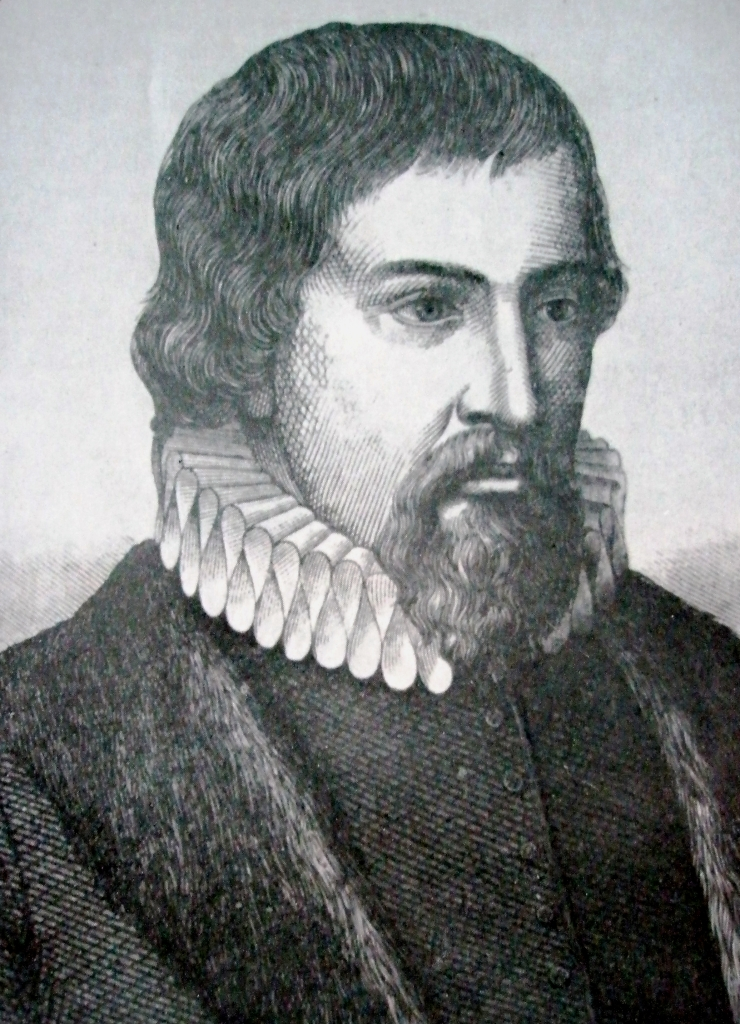
Jan Blahoslav

- Jan Blahoslav (1523–1571), humanistický spisovatel, teolog, historik a biskup Jednoty bratrské, autor české gramatiky, předchůdce díla Jana Amose Komenského
- Josef Černoch (1873–1953), prozaik, dramatik a publicista
- Jakob Gartner (1861–1921), rakouský architekt
- Rafael Kozák (1864–1927), katolický kněz, vojenský kaplan
- Josef Syrový (1879–1956), malíř
- Otakar Griese (1881–1932), hermetik, astrolog, martinista, nakladatel, spisovatel a publicista
- Rudolf Weigl (1883–1957), polský biolog a imunolog, objevitel očkovací látky proti skvrnitému tyfu
- Rudolf Weiser (1885–1968), architekt
- František Rasch (1889–1918), námořník, revolucionář a účastník vzpoury námořníků rakouského válečného loďstva v Boce Kotorské
- Karel Janoušek (1893–1971), československý voják, člen prvního a druhého odboje a vězeň komunistického režimu, britský maršál
- Miloš Vignati (1897–1966), právník, hudební skladatel a pedagog
- Jan Vít (1897–1943), důstojník československé armády popravený nacisty
- Jindřich Suchánek (1900–1988), konstruktér jemné mechaniky
- Bohumil Pospíšil (1902–1974), spisovatel a cestovatel
- Eduard Světlík (1903–1970), malíř
- Oldřich Mikulášek (1910–1985), básník
- Bedřich Reicin (1911–1952), brigádní generál, přednosta Obranného zpravodajství, člen protistátního spikleneckého centra
- František Vrána (1914–1944), velitel 1. tankového praporu 1. československé tankové brigády
- Vilém Vignati, (1915–1981), lékař a hudebník
- Josef Kainar (1917–1971), básník, dramatik, překladatel a novinář
- Jiřina Hauková (1919–2005), básnířka a překladatelka
- Lubomír Kostelka (1927–2018), herec a moderátor
- Dana Hlobilová (1928–2022), výtvarnice, autorka skleněné fontány pro EXPO 58 v Bruselu
- František Venclovský (1932–1996), otužilec a první československý přemožitel kanálu La Manche
- Jaroslav Mazáč (1934–2006), básník
- Věra Kotasová (1939–2019), malířka, grafička a překladatelka
- Jaroslav Wykrent (1943–2022), hudební skladatel, textař a hudebník
- Pavel Novák (1944–2009), zpěvák, skladatel, hudebník a spisovatel
- Marie Nádvorníková (1944–2017), knihovnice, ředitelka Vědecké knihovny v Olomouci
- Emil Šaloun (* 1947), hudebník, textař, scenárista a spisovatel
- Zuzana Skalníková (1949–2019) herečka a výtvarnice
- Milena Vicenová (* 1955), politička, stálá představitelka České republiky při Evropské unii
- Jaroslav Navrátil (* 1957), tenisový trenér a bývalý československý tenista
- Karel Plíhal (* 1958), kytarista, zpěvák, skladatel a textař
- Miloš Říha (1958–2020), československý hokejista a trenér
- Pavel Vrba (* 1963), fotbalista a trenér
- Lubomír Dostál (* 1965), kreslíř, básník a učitel
- Ivana Nováková (* 1965), československá reprezentantka v basketbalu, olympionička
- Michal Palinek (* 1967), československý volejbalový reprezentant
- Lenka Chalupová (* 1973), spisovatelka
- Kamil Kuča (* 1978), rektor Univerzity Hradec Králové
- Milada Spalová (* 1979), česká volejbalová reprezentantka
- Petr Dostalík (* 1979), český právník (romanista) a vysokoškolský pedagog
- Martin Zaťovič (* 1985), hokejista
- Zdeněk Zlámal (* 1985), fotbalista
- Roman Novotný (* 1986), atlet, olympionik
- Kateřina Sokolová (* 1989), Miss České republiky 2007, modelka
- Tomáš Kundrátek (* 1989), hokejista
- Mikuláš Zbořil (* 1994), hokejista

Působili zde
- Jan Amos Komenský (1592–1670) - filozof, spisovatel a biskup Jednoty Bratrské, působil jako učitel na přerovském gymnáziu, jehož byl sám absolventem
- Jakub Škoda (1835–1885), ředitel gymnázia, komunální politik, čestný občan města
- Čeněk Slepánek (1878–1944), spisovatel a publicista, kandidát Nobelovy ceny mírové r. 1929
- Vlastislav Chroust (1895–1977), architekt a profesor Střední průmyslové školy Přerov
- Lubomír Pleva (1929–1998), hráč na foukací harmoniku, čtyřnásobný mistr světa ve svém oboru

## Partnerská města
- Bardejov, Slovensko
- Cuijk, Nizozemsko
- Děčín, Česko
- Ivano-Frankivsk, Ukrajina
- Kandřín-Kozlí, Polsko
- Kotor, Černá Hora
- Ozimek, Polsko

## Fotogalerie

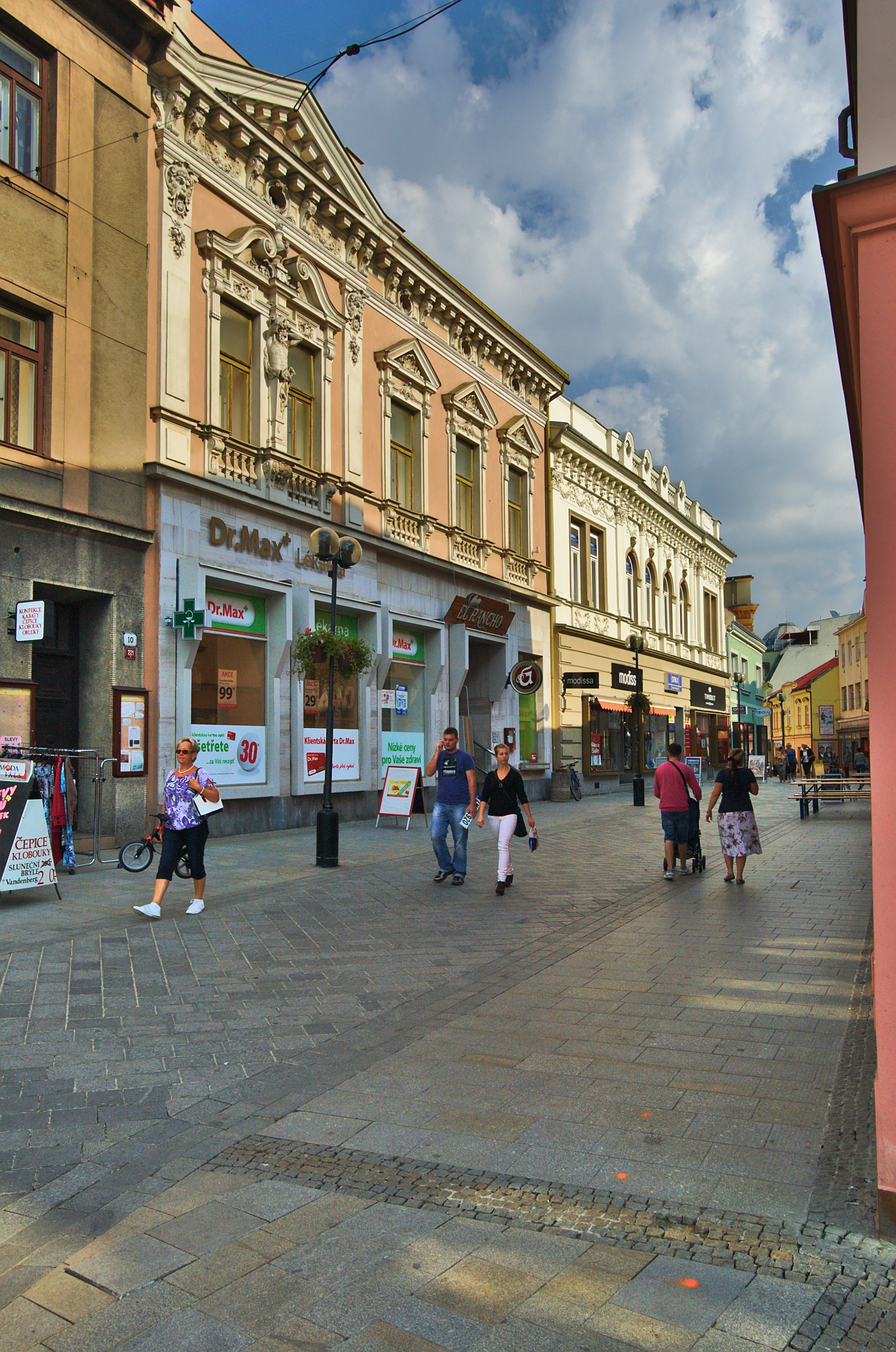
Wilsonova ulice Přerov
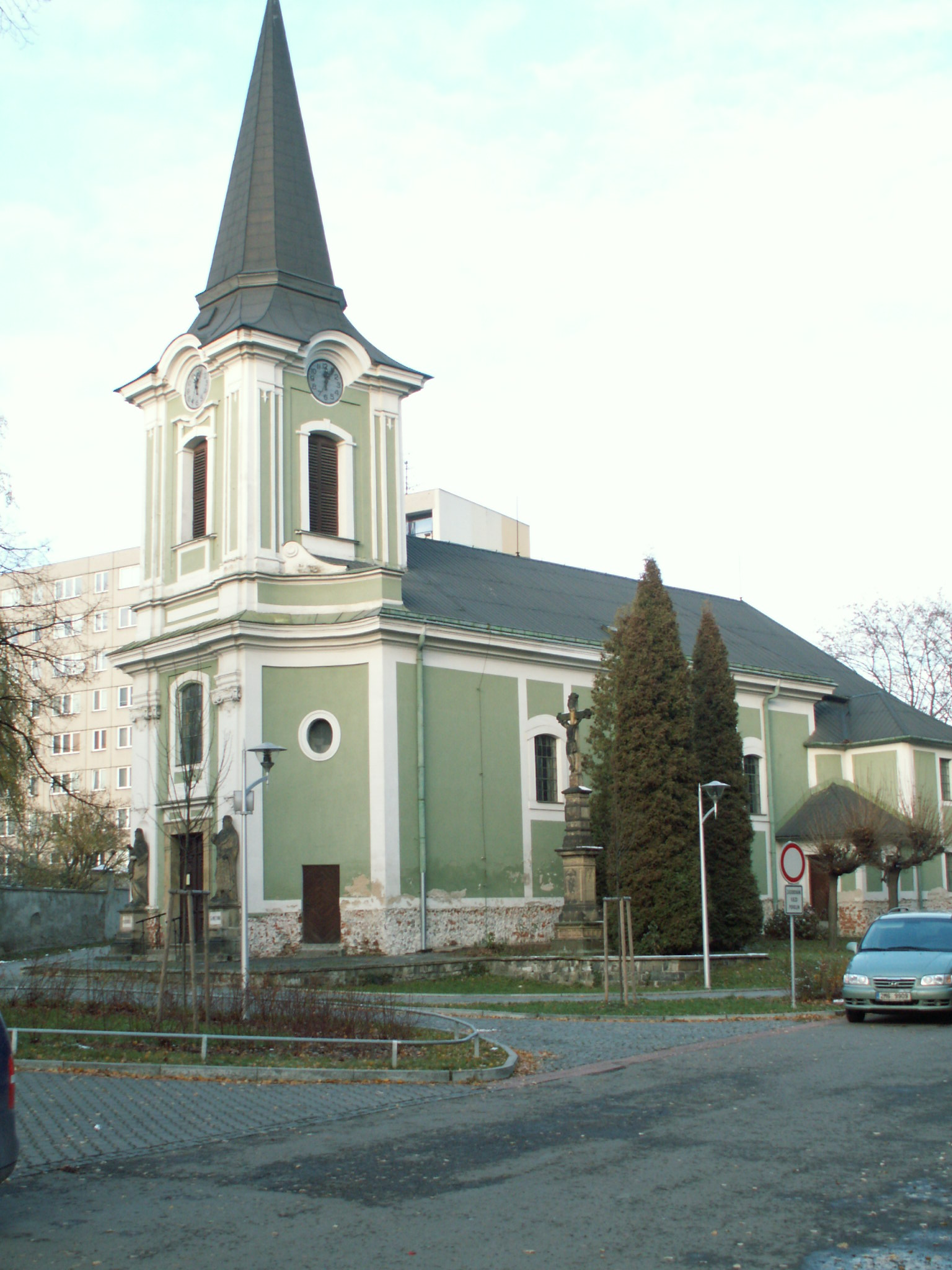
Kostel svaté Máří Magdaleny
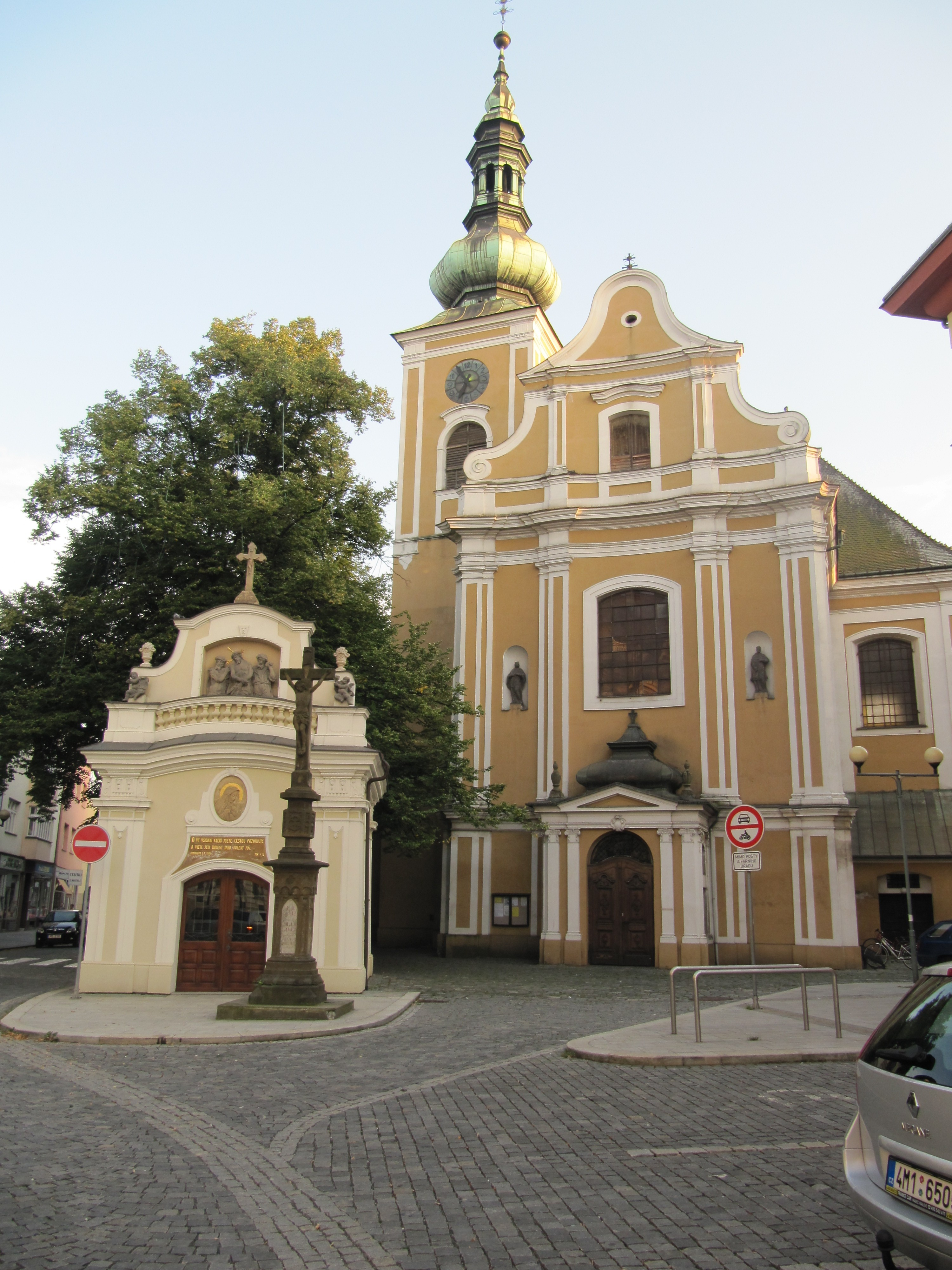
Kostel svatého Vavřince
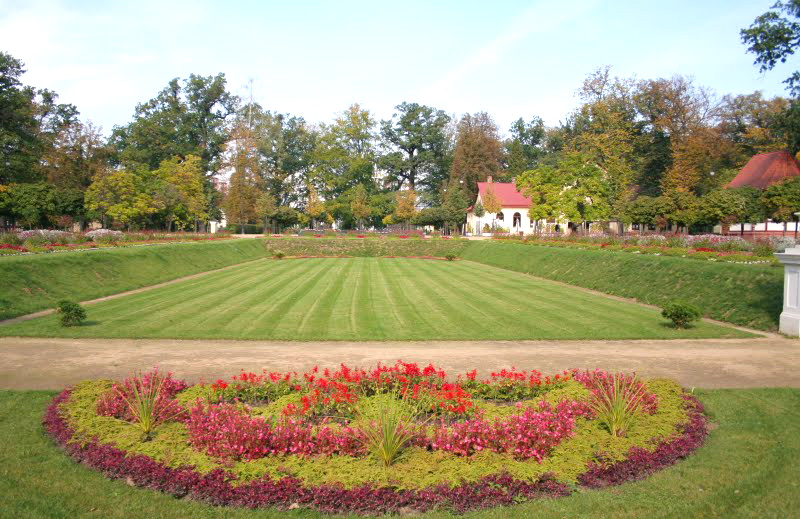
Park Michalov
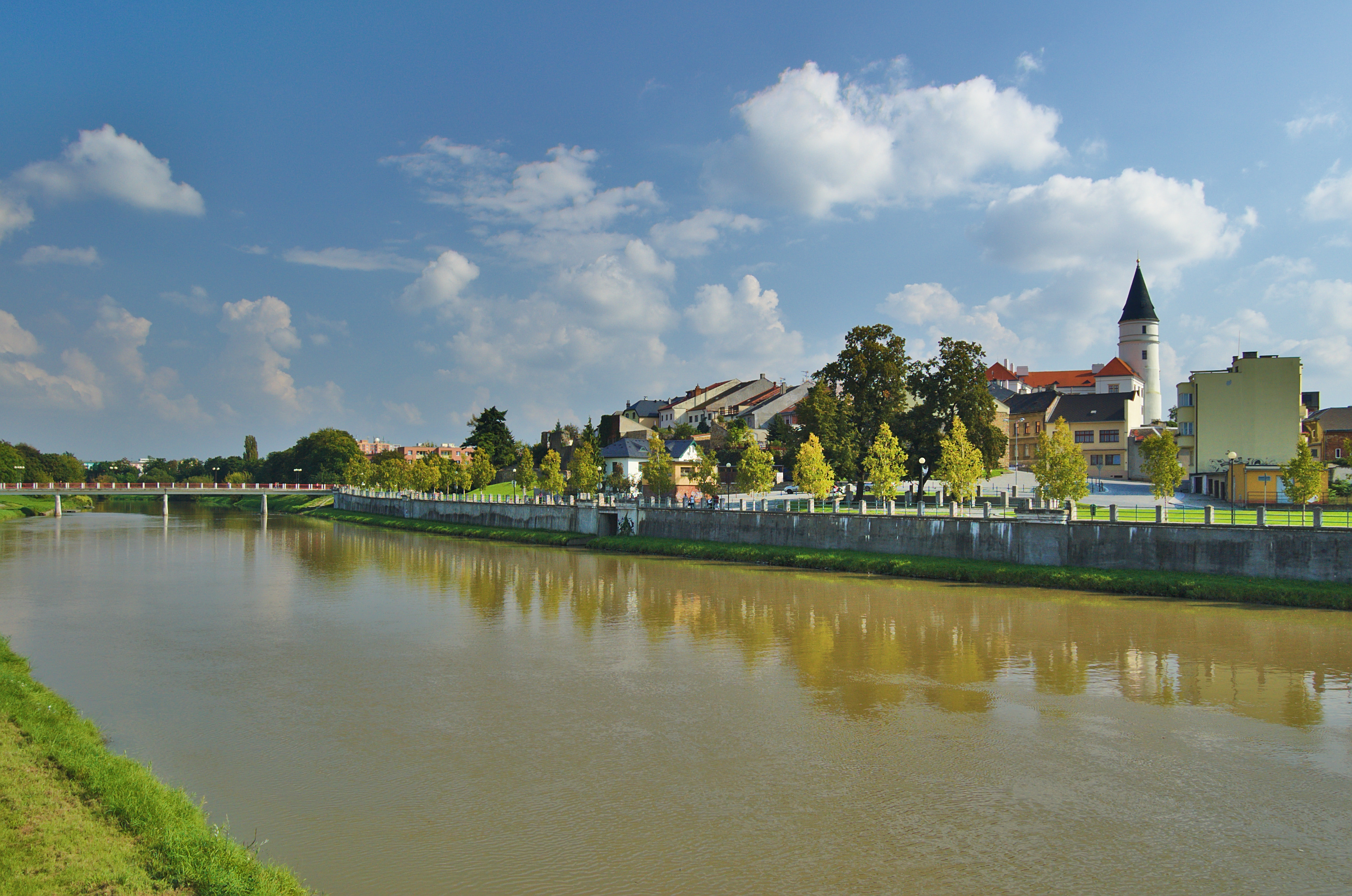
Pohled na historické centrum přes Bečvu
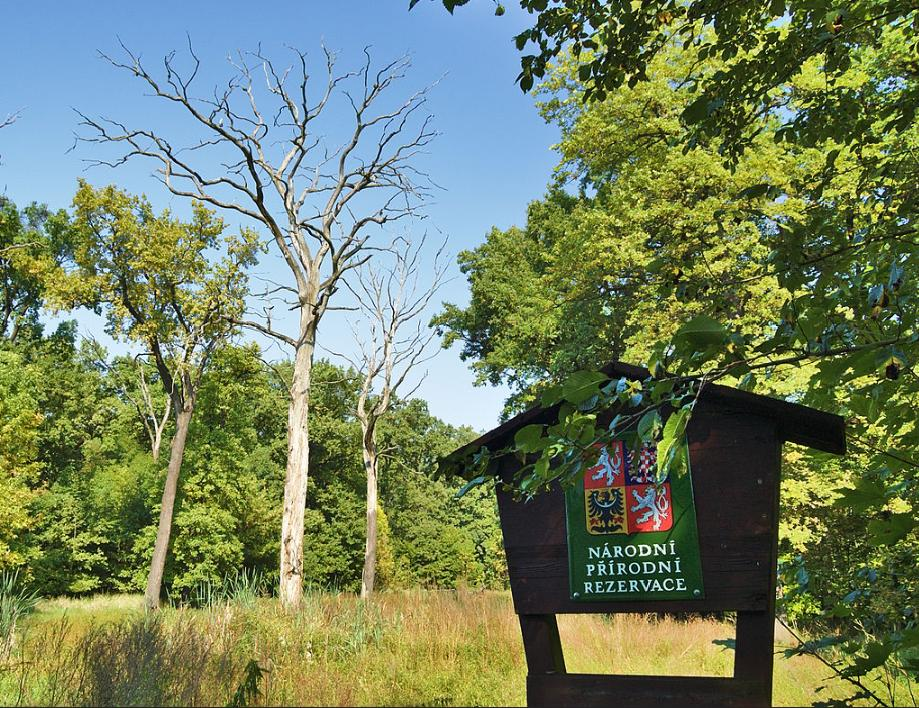
Národní přírodní rezervace Žebračka
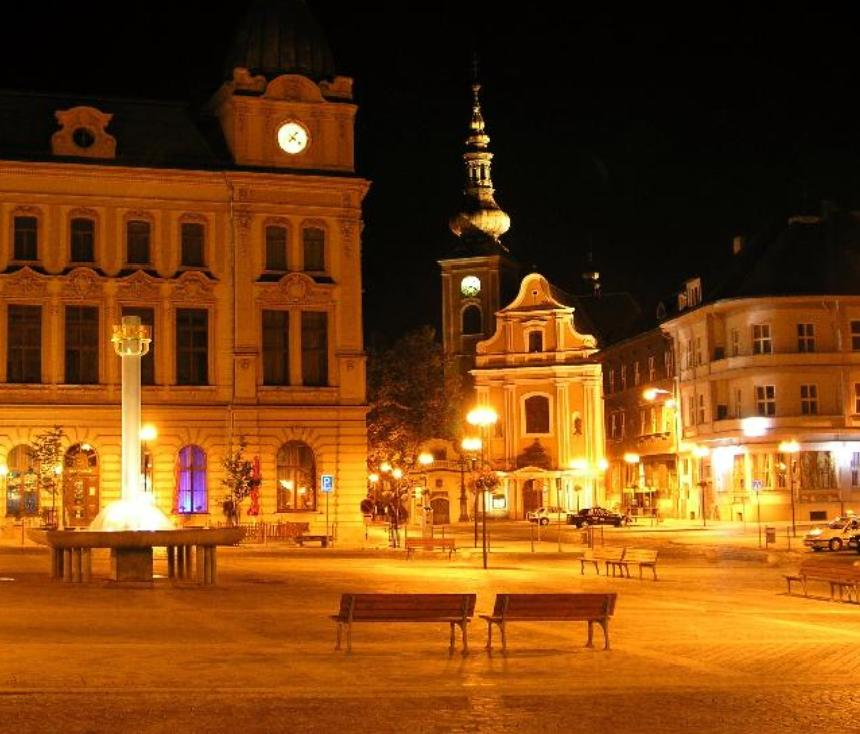
Náměstí TGM
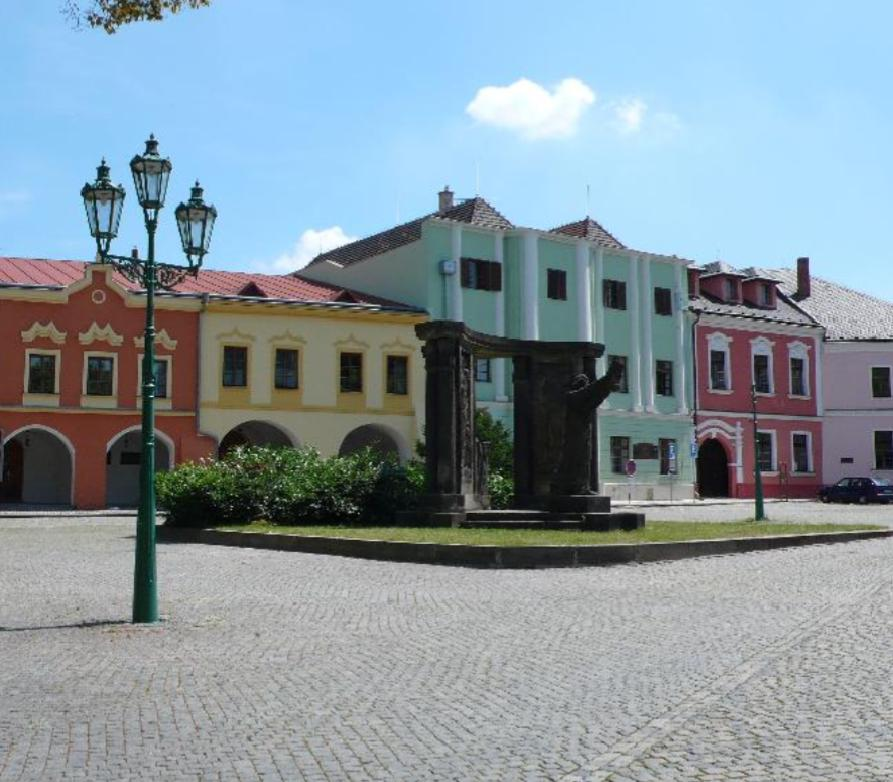
Horní náměstí Přerov
Žerotínovo náměstí Přerov
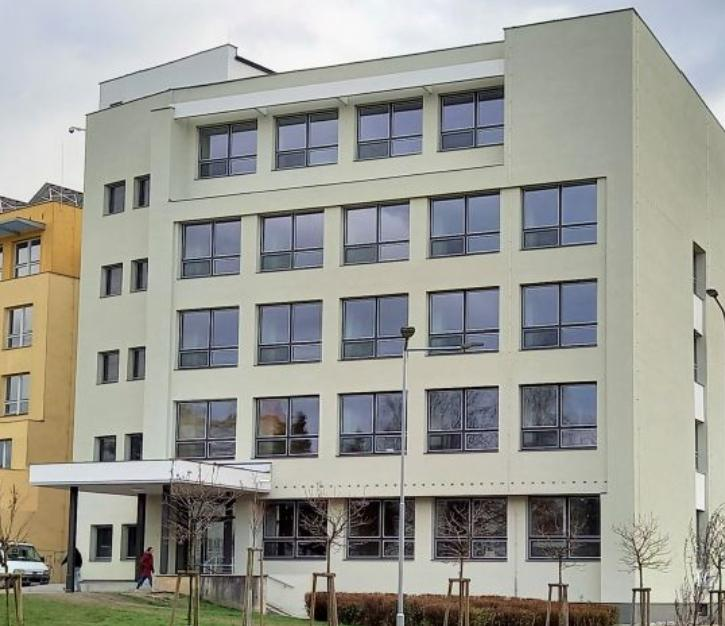
Vyšší odborná škola zdravotnická Přerov